# کیت وینسلت
کِیت الیزابت وینسْلِت (انگلیسی: Kate Elizabeth Winslet؛ زادهٔ ۵ اکتبر ۱۹۷۵) بازیگر انگلیسی است. او به‌خاطر بازی در درام‌های تاریخی و فیلم‌های مستقل شهرت دارد و افتخارات متعددی از قبیل یک جایزهٔ اسکار، پنج جایزهٔ بفتا، پنج جایزهٔ گلدن گلوب و دو جایزهٔ امی پرایم‌تایم کسب کرده است. مجلهٔ تایم در سال‌های ۲۰۰۹ و ۲۰۲۱ از او به‌عنوان یکی از ۱۰۰ شخص تأثیرگذار در جهان یاد کرد. همچنین در سال ۲۰۱۲ نشان سلطنتی فرمانده والامقام امپراتوری بریتانیا به او اعطا شد.
وینسلت در مدرسه تئاتر ردروفس مشغول به تحصیل شد و در ۱۵ سالگی با بازی در مجموعه بریتانیایی فصل تاریک (۱۹۹۱) برای اولین بار در تلویزیون ظاهر شد. او فعالیت سینمایی‌اش را با ایفای نقش یک نوجوان قاتل در موجودات آسمانی (۱۹۹۴) آغاز کرد و با بازی در نقش ماریان داشوود در عقل و احساس (۱۹۹۵) موفق به کسب جایزهٔ بفتا شد. شهرت جهانی وینسلت با بازی در نقش اصلی فیلم عاشقانهٔ تایتانیک (۱۹۹۷) رقم خورد. این فیلم در زمان اکران پرفروش‌ترین اثر تاریخ سینما شد، اما وینسلت به جای ادامه در مسیر فیلم‌های تجاری، به نقش‌آفرینی در آثار تاریخی تحسین‌شده‌ای مانند قلم‌پرها (۲۰۰۰) و آیریس (۲۰۰۱) روی آورد.
فیلم علمی-تخیلی و عاشقانهٔ درخشش ابدی یک ذهن پاک (۲۰۰۴) که وینسلت در آن نقشی متفاوت و امروزی ایفا کرد، نقطهٔ عطفی در کارنامهٔ او بود. او سپس با نقش‌آفرینی‌هایش در در جستجوی ناکجاآباد (۲۰۰۴)، بچه‌های کوچک (۲۰۰۶)، تعطیلات (۲۰۰۶)، جادهٔ انقلابی (۲۰۰۸) و کتاب‌خوان (۲۰۰۸) نگاه‌ها را بیشتر به خود جلب کرد. او در کتاب‌خوان نقش نگهبان سابق اردوگاه آلمان نازی را به تصویر کشید و جایزهٔ اسکار بهترین بازیگر زن را از آن خود کرد. وینسلت همچنین برای به تصویر کشیدن جوانا هافمن در فیلم زندگی‌نامه‌ای استیو جابز (۲۰۱۵) یک جایزهٔ بفتا و با مینی‌سریال‌های میلدرد پیرس (۲۰۱۱) و میر اهل ایست‌تاون (۲۰۲۱) دو جایزهٔ امی پرایم‌تایم به دست آورد. او در سال ۲۰۲۲ برای مجموعهٔ تک‌قسمتی «من روث هستم» برندهٔ دو جایزهٔ تلویزیونی بفتا شد و در فیلم علمی تخیلیِ پرفروشِ آواتار: راه آب نقش مکملی داشت.
وینسلت بابت گویندگی داستانی کوتاه در کتاب صوتی به قصه‌گو گوش بده (۱۹۹۹) برندهٔ جایزهٔ گرمی بهترین آلبوم شنیداری کودکان شد. او یکی از بنیان‌گذاران مؤسسهٔ خیریهٔ کلاه زرین است که با هدف آگاهی‌بخشی دربارهٔ اوتیسم تأسیس شده و کتابی را نیز در باب این موضوع نوشته است. وینسلت پیش‌تر از کارگردانان جیم تریپلتون و سم مندس طلاق گرفت و در سال ۲۰۱۲ با بازرگان ادوارد آبل اسمیت ازدواج کرد. او از هر ازدواجش صاحب یک فرزند شده است که یکی از آن‌ها، میا تریپلتون، بازیگر است.

## آغاز زندگی
کیت الیزابت وینسلت ۵ اکتبر ۱۹۷۵ در ردینگ، بارکشر به دنیا آمد. او از طرف پدر تبار ایرلندی و از طرف مادر تبار سوئدی دارد. مادرش، سالی آن (که نام خانوادگیش پیش از ازدواج بریجز بود) پیشخدمت و پرستار بچه بود و پدرش، راجر جان وینسلت بازیگری کوشا بود که برای تأمین معاش خانواده به کارگری روی آورد. والدین مادری او هر دو بازیگر بودند و کمپانی تئاتر رپرتوری ردینگ را اداره می‌کردند. وینسلت دو خواهر با نام‌های آنا و بث که هر دو بازیگر هستند و یک برادر کوچک‌تر به نام جاس. خانوادهٔ وینسلت از شرایط مالی خوبی برخوردار نبود؛ آن‌ها با بهره‌مندی از وعده‌های غذایی مجانی سازمان‌ها زندگی می‌کردند و تحت حمایت مؤسسهٔ خیریه‌ای به‌نام اکترز چریتیبال چراست بودند. هنگامی که وینسلت ده ساله بود، پای پدرش در حین حادثهٔ قایق‌رانی دچار آسیب فیزیکی شدیدی شد. پس از این حادثه کار برای پدرش دشوارتر و مشکلات مالی خانواده بیشتر شد.

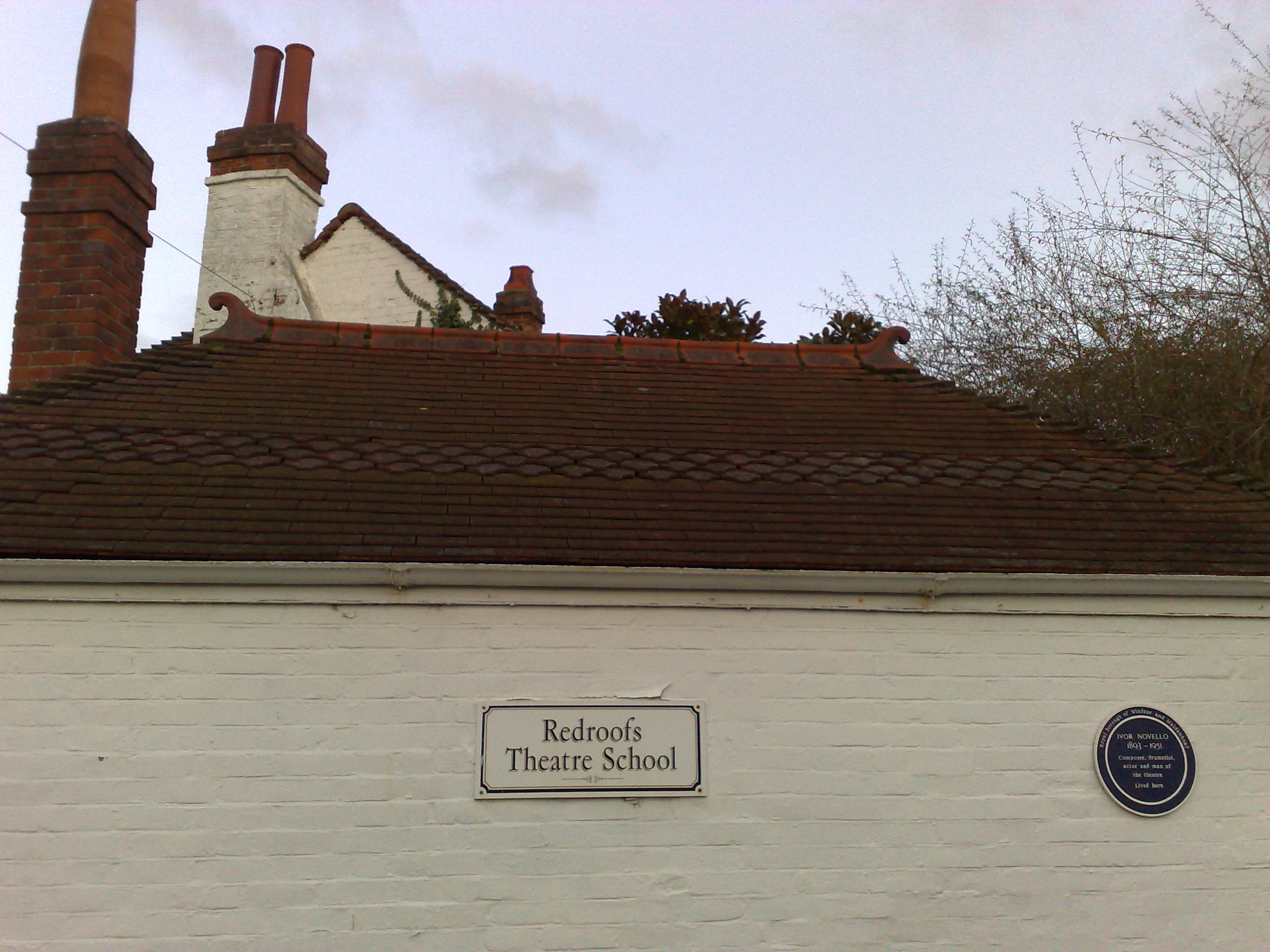
مدرسه تئاتر ردروفس در میدنهد که وینسلت در آن‌جا تحصیل کرد

وینسلت در دبستان سنت ماری و کلیسای آل سینتز انگلستان به تحصیل پرداخت. زندگی در خانواده‌ای از بازیگران به او الهام بخشید تا از همان کودکی به دنبال بازیگری برود. او و خواهرانش در نمایش‌های آماتور مدرسه و تئاتر محلی جوانان به نام فاندیشنز شرکت کردند. وینسلت نخست در پنج سالگی نقش مریم را در نمایش مولودی مدرسه اجرا کرد. او خودش را کودکی با اضافه‌وزن توصیف کرده‌است؛ همکلاسی‌هایش به او لقب «بلابر» داده بودند و به‌دلیل شکل ظاهری‌اش مورد آزار و اذیت قرار می‌گرفت. وینسلت می‌گوید این موضوع اجازه نداد که او را متوقف سازد. او در ۱۱ سالگی در مدرسه تئاتر مدرسه تئاتر ردروفس واقع در میدنهد پذیرفته شد. این مدرسه به‌عنوان آژانس نیز فعالیت می‌کرد و دانش‌آموزان را برای تست بازیگری به لندن می‌فرستاد. وینسلت در تبلیغات شوگر پاف ظاهر شد و برای فیلم‌های خارجی دوبله کرد. او در مدرسه مبصر شد و در نمایش‌های آلیس در سرزمین عجایب و شیر، کمد و جادوگر حضور داشت و همچنین نقش اصلی وندی دارلینگ را در نمایش پیتر پن ایفا کرد. او هم‌زمان با کمپانی تئاتر استارمیکر در ریدینگ فعالیت می‌کرد. وینسلت در بیش از بیست نمایش آن‌ها شرکت کرد اما به‌سبب وزنش به‌ندرت برای نقش اصلی انتخاب می‌شد. با این وجود، او نقش اصلی موزیکال آنی، کتاب جنگل و باگزی مالون را ایفا کرد.
در سال ۱۹۹۱، وینسلت طی دو هفته پس از پایان امتحانات GCSE، برای نخستین بار در تلویزیون به عنوان یکی از اعضای اصلی گروه بازیگران مجموعهٔ علمی تخیلی فصل تاریک از شبکهٔ بی‌بی‌سی ظاهر شد. عنوان قسمت او «ریت» بود و در آن نقش یک دختر مدرسه‌ای را ایفا کرد که به همکلاسی‌هایش کمک می‌کند تا در برابر یک مرد شوم که کامپیوترهای ترخیص‌شده را به مدرسه‌شان توزیع می‌کند، مقابله کنند. وینسلت از این کار دستمزد خوبی نگرفت و در ۱۶ سالگی به‌دلایل کمبود بودجه مجبور شد مدرسهٔ ردروفس را رها کند. او برای تأمین نیازهای زندگی، در یک فروشگاه اغذیه‌فروشی مشغول به کار شد. وینسلت در سال ۱۹۹۲ نقش کوچکی در فیلم تلویزیونی نگرش‌های آنگلو-ساکسون — که اقتباسی از رمان به همین نام نوشتهٔ آنگوس ویلسون بود — گرفت. وینسلت که در آن زمان ۸۴ کیلوگرم وزن داشت، در این فیلم نقش دختر یک زن چاق را ایفا می‌کند. حین فیلم‌برداری، نظری از کارگردان فیلم دیارموئید لارنس در مورد شباهت وینسلت و بازیگری که نقش مادرش را بازی می‌کرد، وینسلت را وادار به کاهش وزن کرد. او در ادامه نقش دختر جوان مردی ورشکسته و خودساخته (با بازی ری وینستون) را در مجموعهٔ تلویزیونی برگشتن (۱۹۹۲–۱۹۹۳) ایفا کرد. وینسلت در سال ۱۹۹۳ در قسمتی از مجموعهٔ درام پزشکی تلفات در نقش مهمان حضور یافت.

## حرفه

### نقش‌های اولیه و پیشرفت غیرمنتظره (۱۹۹۴–۱۹۹۶)
وینسلت یکی از ۱۷۵ دختری بود که برای درام روان‌شناختی موجودات آسمانی (۱۹۹۴) ساختهٔ پیتر جکسون تست بازیگری داد و پس از تحت تأثیر قرار دادن جکسون برای بازی در این نقش انتخاب شد. این فیلم محصول نیوزیلند است و بر پایهٔ پروندهٔ قتل پارکر–هیوم در سال ۱۹۵۴ ساخته شده‌است. وینسلت در این فیلم نقش نوجوانی به نام جولیت هیوم را بازی می‌کند که به دوستش، پائولین پارکر (با بازی ملانی لینسکی) در قتل مادر پائولین کمک می‌کند. او با خواندن متن دادگاه قتل دختران، نامه‌ها و دفتر خاطرات آن‌ها برای این نقش آماده شد و با افراد آشنا با این دو دختر در تعامل بود. او گفت که از این موقعیت شغلی بسیار آموخته‌است. جکسون این فیلم را در مکان‌های واقعی قتل فیلم‌برداری کرد و این تجربه وینسلت را دچار استرس روحی و روانی شدید کرد. او به سختی می‌توانست خودش را از این کاراکتر جدا کند و می‌گوید پس از بازگشت به خانه، زیاد گریه می‌کرد. این فیلم از نظر منتقدان یک پیشرفت برای وینسلت بود؛ دژان تامسون از واشنگتن پست او را «آتش‌پاره‌ای زیرک که به هر صحنه‌ای در آن حضور دارد، درخشش می‌دهد» توصیف کرد. وینسلت برای موسیقی متن این فیلم ترانه «تک‌خوانی جولیت» را اجرا کرد. در همان سال، او در نمایش آنچه پیشخدمت دید نوشتهٔ جو اورتن در تولیدات تئاتر رویال اکسچینج، در نقش یک منشی آینده‌نگر به روی صحنه رفت.
ویسنلت حین تبلیغ موجودات آسمانی در لس آنجلس، برای ایفای نقشی کوتاه در فیلم عقل و احساس (۱۹۹۵) به نویسندگی و بازی اما تامپسون که اقتباسی از رمانی به همین نام نوشته جین آستن است، تست بازیگری داد. تامپسون تحت تأثیر روخوانی وینسلت قرار گرفت و او را برای نقش اصلی دختری نوجوان و بی‌پروا به‌نام ماریان داشوود انتخاب کرد. انگ لی، کارگردان فیلم می‌خواست وینسلت با مهربانی و خویشتن‌داری این نقش را ایفا کند—جنبه‌هایی که عقیده داشت در نقش وینسلت در موجودات آسمانی وجود ندارد—و او را به انجام ورزش تای چی ترغیب کرد و به او گفت آثار ادبی ادبیات گوتیک را مطالعه کند و پیانو نواختن بیاموزد. دیوید پارکینسون از ریدیو تایمز وینسلت را شخصی متمایز در میان بازیگران فیلم محسوب کرد و میک لاسال از سان فرانسیسکو کرونیکل به نحوه رشد و پختگی شخصیت او اشاره کرد. این فیلم بیش از ۱۳۴ میلیون دلار در سراسر جهان فروش داشته‌است. وینسلت برای این فیلم برندهٔ جایزهٔ برای بهترین بازیگر نقش مکمل زن از انجمن بازیگران فیلم و بفتا شد. او همچنین در همین رشته نامزد دریافت اسکار و گلدن گلوب شد. او همان سال در فیلم کودکی در دربار شاه آرتور از دیزنی ظاهر شد.
وینسلت در سال ۱۹۹۶ در دو فیلم با ژانر درام دورانی ایفای نقش کرد: جود و هملت. نقش‌های او در این فیلم‌ها مانند موجودات آسمانی، زنانی بودند که «لحنی دیوانه‌وار» داشتند. او در جود ساختهٔ مایکل وینترباتم که بر پایهٔ رمان جود گمنام نوشتهٔ توماس هاردی ساخته شده، نقش زنی جوان را ایفا می‌کند که طرفدار سافرجت است و در ادامه عاشق پسر عموی خود (با بازی کریستوفر اکلستون) می‌شود. راجر ایبرت، منتقد سینما، معتقد بود این نقش به وینسلت اجازه می‌دهد تا طیف بازیگری خود را نمایش دهد و از او بابت روحیهٔ مبارزه‌طلبی که در این نقش داشت، تمجید کرد. وینسلت در تست بازیگری فیلم فرانکنشتاین (۱۹۹۴) ساختهٔ کنت برانا قبول نشد و برانا او را برای نقش اوفلیا در فیلم هملت که اقتباسی از تراژدی به همین نام اثر ویلیام شکسپیر است، انتخاب کرد. وینسلت که در آن زمان ۲۰ سال داشت، از تجربه نقش‌آفرینی نمایش شکسپیر با بازیگران برجسته‌ای مانند کنت برانا و جولی کریستی هراس داشت و گفت این موقعیت به سطحی از خرد نیاز دارد که فکر می‌کند از آن برخوردار نیست. مایک جفریس از امپایر معتقد بود که او نقش «بسیار فراتر از سال‌های خود» را ایفا کرده‌است. جود و هملت با وجود تحسین منتقدان، فروش کمی در گیشه داشتند.

### شناخت جهانی و فیلم‌های مستقل (۱۹۹۷–۲۰۰۳)

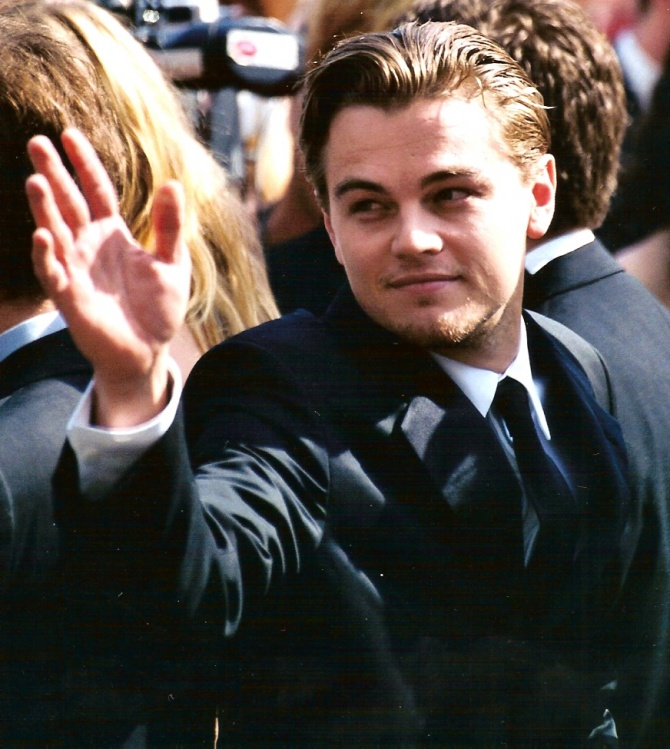
روزنامه‌نگاری از ونتی فر وینسلت و لئوناردو دی‌کاپریو در تایتانیک (۱۹۹۷) را «نمادین‌ترین زوج سینمایی هالیوود» یاد کرد.

وینسلت در فیلم عاشقانهٔ حماسی تایتانیک (۱۹۹۷) ساختهٔ جیمز کامرون علاقه‌مند به بازی در نقش رز دیویت بوکاتر — فردی از طبقهٔ اشرافی در کشتی بدفرجام آرام‌اس تایتانیک — بود. کامرون در ابتدا تمایلی به انتخاب او نداشت و کسانی مانند کلر دینز و گوئینت پالترو را ترجیح می‌داد. او به کامرون گفت «تو نمی‌فهمی! من رز هستم! من حتی نمی‌فهمم چرا شما هنوز از بقیه تست بازیگری می‌گیرید!» پشتکار وینسلت باعث شد که کامرون این نقش را به او بدهد. در این فیلم لئوناردو دی‌کاپریو نقش معشوقه‌اش جک را ایفا می‌کند. بودجهٔ ساخت تایتانیک ۲۰۰ میلیون دلار بود و مراحل فیلم‌برداری اصلی در مکان روساریتو بیچ که ماکت کشتی آن‌جا ساخته شده بود، انجام شد. مراحل فیلم‌برداری برای وینسلت سخت و طاقت‌فرسا بود؛ او در حین فیلم‌برداری نزدیک بود که غرق شود. وینسلت همچنین به آنفلوآنزا و سرمازدگی مبتلا شد و بازوها و زانویش کبود شده بود. به‌دلیل حجم کاری این فیلم می‌توانست چهار ساعت در روز استراحت کند و احساس می‌کرد که از این تجربه خسته شده‌است. دیوید آنسن از نیوزویک وینسلت را برای به تصویر کشیدن غیرت همراه با ظرافت این شخصیت ستایش کرد، و مایک کلارک از یواس‌ای تودی او را ویژگی برجسته این فیلم یاد کرد. تایتانیک برخلاف انتظارات با فروش ۲ میلیارد دلاری در گیشهٔ جهانی، در آن زمان پرفروش‌ترین فیلم تاریخ شد، و وینسلت به بازیگری برجسته در جهان بدل شد. این فیلم ۱۱ جایزهٔ اسکار از جمله جایزهٔ بهترین فیلم را دریافت کرد و وینسلت نامزد جایزهٔ بهترین بازیگر نقش اول زن شد؛ او در ۲۲ سالگی چهارمین شخص جوانی بود که در این رشته نامزد دریافت جایزه شده‌است.
تایتانیک برای وینسلت بستری برای دریافت دستمزدهای بیشتر نبود. او نقش‌آفرینی در فیلم‌های مستقلی که زیاد دیده نشدند را به بازی در فیلم‌های بلاک‌باستر ترجیح داد و عقیده داشت که «هنوز چیزهای زیادی برای آموختن دارد» و آمادگی تبدیل‌شدن به یک ستاره را ندارد. وینسلت بعداً گفت که این تصمیم طول عمر کاری خودش را تضمین می‌کند. تنها فیلم وینسلت در سال ۱۹۹۸ درام مراکش بود که با بودجهٔ کمی ساخته شده بود. او پیشنهاد بازی در فیلم‌های عاشقانه شکسپیر عاشق (۱۹۹۸) و آنا و شاه (۱۹۹۹) را برای نقش‌آفرینی در این فیلم رد کرد. فیلم مراکش بر پایهٔ رمانی به همین نام نوشتهٔ استر فروید ساخته شده و داستان مادری مجرد از انگلیس را روایت می‌کند که در آرزوی رسیدن به زندگی بهتری در دههٔ ۱۹۷۰ مراکش است. جانت ماسلین از نیویورک تایمز از تصمیم وینسلت برای دنبال کردن تایتانیک با چنین پروژهٔ نامتعارفی ستایش کرد و ذکر داشت که چقدر خوب «بی‌توجهی و خوش‌بینی» شخصیت خود را به تصویر کشیده‌است.
پروژهٔ بعدی که وینسلت در آن حضور داشت درام دود مقدس! (۱۹۹۹) ساختهٔ جین کمپیون بود. او در این فیلم نقش زنی استرالیایی را ایفا می‌کند که به یک فرقهٔ مذهبی هندی می‌پیوندد. او فیلم‌نامهٔ این فیلم را بی‌پروا یاد کرد و با ایدهٔ بازی در نقش یک زن دوست‌نداشتنی و فریب‌کار به چالش کشیده شد. وینسلت در این پروژه صحبت با لهجهٔ استرالیایی را آموخت و با جین کمپیون همکاری تنگاتنگی داشت تا خسیسی شخصیت خود را موجه به نمایش بگذارد. از او در این فیلم خواسته شد تا صحنه‌های جنسی آشکار خود را با هم‌بازی‌اش، هاروی کایتل، اجرا کند و شامل صحنه‌ای بود که شخصیتش برهنه ظاهر می‌شود و روی خودش ادرار می‌کند. وینسلت در همان سال صداپیشگی شخصیت پویانمایی پری‌ها را بر عهده گرفت، و برای گویندگی داستان کوتاه «چهره در دریاچه» در کتاب صوتی به قصه‌گو گوش کن برندهٔ جایزهٔ گرمی بهترین آلبوم شنیداری کودکان شد.
وینسلت در فیلم قلم‌پرها (۲۰۰۰) که دربارهٔ زندگی‌نامهٔ مارکی دو ساد ساخته شده، نقشی مکمل از زن لباس‌شوی سرکوب‌شدهٔ جنسی را بازی می‌کند که در یک پناهگاه روانی به کار مشغول است. جفری راش و واکین فینیکس هم‌بازی‌های او در این فیلم هستند. جیمز گرینبرگ از مجلهٔ لس آنجلس با قدردانی از او به عنوان «جسورترین بازیگر زن امروزی»، وینسلت را برای «کشف ادامه‌دار مرزهای آزادی جنسی» ستایش کرد. او برای این فیلم نامزد دریافت جایزهٔ انجمن بازیگران فیلم بهترین بازیگر نقش مکمل زن شد. وینسلت سال بعد در تریلر جاسوسی معما ساختهٔ مایکل اپتد نقش یک ریاضی‌دان تخیلی را ایفا کرد که در شکستن رمز ماشین انیگما نقش دارد. شخصیت وینسلت از نقشی فرعی در رمانی به همین نام که فیلم بر پایهٔ آن ساخته شده بود، در این فیلم به یک رمزگشای برجسته گسترش یافت. او در حین فیلم‌برداری باردار بود و برای جلوگیری از نشان‌دادن این موضوع، زیر لباس خود کرست می‌پوشید.
وینسلت و جودی دنچ در درام زندگی‌نامه‌ای آیریس (۲۰۰۱) نقش رمان‌نویس، آیریس مرداک، را در سنین مختلف زندگی‌اش ایفا کردند. کارگردان فیلم، ریچارد ایر، این دو بازیگر را پس از پی‌بردن به «تطابق روحیه‌ای میانشان» انتخاب کرد. وینسلت به ایدهٔ بازی در نقش زنی روشن‌فکر و خوش‌ذوق مجذوب شد. او برای کسب اطلاعات، رمان‌های آیریس مرداک و کتاب شرح حال مرثیه برای آیریس نوشتهٔ شوهرش را مطالعه کرد. او مصاحبه‌های تلویزیونی آیریس مرداک را نیز تماشا می‌کرد. فیلم‌برداری این پروژه چهار هفته طول کشید و وینسلت توانست دخترش را که در آن زمان شش‌ماهه بود، سر صحنه بیاورد. مارتین آمیس از گاردین اظهار داشت «جدیت و ثبات نگاه [وینسلت] به‌طور مؤثری دامنهٔ طلوع تخیل مرداک را نشان می‌دهد». او برای بار سوم بار نامزد دریافت جایزهٔ اسکار شد و علاوه بر این، نامزد دریافت جایزهٔ بفتا و گلدن گلوب در رشتهٔ بهترین بازیگر نقش مکمل زن نیز شد. سومین فیلم منتشرشده از وینسلت در سال ۲۰۰۱ پویانمایی سرود کریسمس: فیلم بود که بر پایهٔ رمان به همین نام نوشتهٔ چارلز دیکنز ساخته شده‌است. او برای موسیقی متن این فیلم ترانه «چه می‌شد اگر» را اجرا کرد که از لحاظ تجاری نیز موفق بود. وینسلت در سال ۲۰۰۳ پس از یک سال دوری از سینما، در تریلر زندگی دیوید گیل ایفای نقش کرد. او در این فیلم نقش روزنامه‌نگاری سرسخت را بازی می‌کند که در هفته‌های پایانی زندگی یک پروفسور محکوم به اعدام، به مصاحبه با وی می‌پردازد. او در ساخت این پروژه با کارگردان، آلن پارکر، هم‌کاری کرد و معتقد بود که این فیلم سوالات مربوط به مجازات اعدام را مطرح کرده‌است. میک لاسال، منتقد سینما، عقیده داشت که این فیلم موضوع اصلی را در ابهام قرار داده و همچنین فیلم و نقش‌آفرینی وینسلت را نپسندید.

### پیشرفت مسیر شغلی (۲۰۰۴–۲۰۰۷)

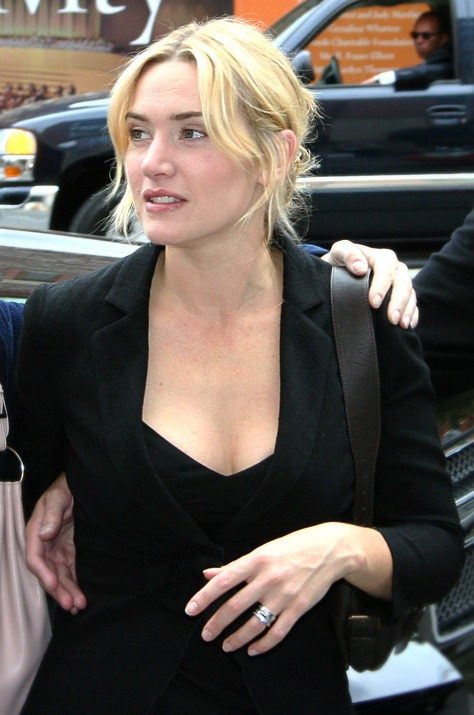
وینسلت در جشنواره بین‌المللی فیلم تورنتو در سال ۲۰۰۶

وینسلت با جدیت به دنبال نقش‌هایی بود که داستانشان در دورهٔ امروزی جریان دارد و تمایل داشت از پشت سر هم بازی‌کردن در فیلم‌هایی با ژانر درام تاریخی اجتناب کند. او با بازی در فیلم عاشقانه و علمی-تخیلی درخشش ابدی یک ذهن پاک (۲۰۰۴) ساختهٔ میشل گوندری به این خواسته رسید. وینسلت در این فیلم نقش دختری عصبی و بی پروا به‌نام کلمنتاین را ایفا می‌کند که تصمیم می‌گیرد خاطرات دوست پسر سابقش (با بازی جیم کری) را از ذهنش پاک کند. این نقش برخلاف کارهای قبلی به او اجازه داد تا جنبهٔ عجیب قالب شخصیتی خود را به نمایش بگذارد. میشل گوندری وینسلت و کری را ترغیب می‌کرد تا در صحنه ابتکار عمل نشان دهند و وینسلت نیز برای چابک نگه‌داشتن خود، کیک بوکسینگ تمرین می‌کرد. درخشش ابدی یک ذهن پاک با فروش متوسطی همراه بود و از سوی چند منتقد به عنوان یکی از بهترین فیلم‌های قرن بیست و یکم انتخاب شد. پیتر ترورز از رولینگ استون وینسلت را در فیلم «شوک‌برانگیز و به‌شدت آسیب‌پذیر» توصیف کرد. روزنامه‌نگاری از مجلهٔ پریمیر وینسلت را برای کنار گذاشتن «شخصیت رز انگلیسی که کرست تنگ پوشیده» ستایش کرد و آن را در رتبهٔ هشتاد و یکم برترین نقش‌آفرینی سینمایی تمام دوران قرار داد. وینسلت این شخصیت را یکی از نقش‌های مورد علاقه خود انتخاب کرده‌است. او نامزد دریافت جایزهٔ بهترین بازیگر زن از بفتا و اسکار شد. وینسلت می‌گوید این فیلم نقطه عطفی در زندگی حرفه‌ای‌اش محسوب می‌شود و کارگردانان را ترغیب کرد تا به او نقش‌های متنوعی پیشنهاد دهند.
پروژه بعدی وینسلت درام در جستجوی ناکجاآباد (۲۰۰۴) بود که برایش ۶ میلیون پوند دستمزد گرفت. این فیلم دربارهٔ جیمز بری (با بازی جانی دپ) و رابطه‌اش با پسران لولین دیویس است که الهام بخش جیمز بری برای نوشتن شخصیت پیتر پن بود؛ وینسلت در این فیلم نقش مادر پسران، لولین دیویس، را ایفا می‌کند. او از ایفای نقش در فیلمی دیگر با ژانر دورانی علاقه‌ای نداشت اما پس از دیدن همدلی و محبت شخصیت فیلم به فرزندانش، این پروژه را پذیرفت. الا تیلور از ال‌ای ویکلی او را «مثل همیشه درخشان و خاکی» توصیف کرد و پل کلینتون از سی‌ان‌ان عقیده داشت که او «در یک نقش‌آفرینی ظریف و به‌طور عالی کنترل‌شده، استثنایی است». او برای این نقش نامزد دریافت جایزهٔ بفتا شد. در جستجوی ناکجاآباد ۱۱۶ میلیون دلار در در گیشه فروخت و پربیننده‌ترین فیلم وینسلت پس از تایتانیک شد.
در سال ۲۰۰۵، وینسلت در قسمتی از مجموعهٔ کمدی سیاهی‌لشکر با بازی ریکی جرویز و استیون مرچنت ظاهر شد. او در این قسمت برداشتی طنز از خود ایفا کرد—بازیگری که در تلاش برای برد اسکار، نقش راهبه‌ای را در یک فیلم با مضمون هولوکاست ایفا می‌کند. وینسلت برای این مجموعه نامزد دریافت جایزهٔ امی ساعات پربیننده بازیگر زن مهمان در مجموعه تلویزیونی کمدی شد. وینسلت سه ماه پس از به دنیا آوردن فرزند دومش، در فیلم کمدی رمانتیک موزیکال عشق و سیگار (۲۰۰۵) ایفای نقش کرد. او در این فیلم نقش زنی بی‌قاعده و بددهن به‌نام تولا را ایفا می‌کند. این نقش وینسلت را ملزم به خواندن و رقصیدن کرد و به کاهش وزن او در دوران بارداری نیز کمک کرد. همچنین مچ پای او در هنگام فیلم‌برداری یکی از سکانس‌های رقص پیچ خورد. درک اِلی از ورایتی می‌گوید وینسلت با وجود مدت زمان محدودی که روی صحنه است، «نمایشی‌ترین نقش و کثیف‌ترین دیالوگ‌های تک‌خطی» را ایفا می‌کند. وینسلت پیشنهاد وودی آلن برای بازی در فیلم امتیاز نهایی (۲۰۰۵) را رد کرد و گفت که می‌خواهد زمان بیشتری را در کنار فرزندانش سپری کند.

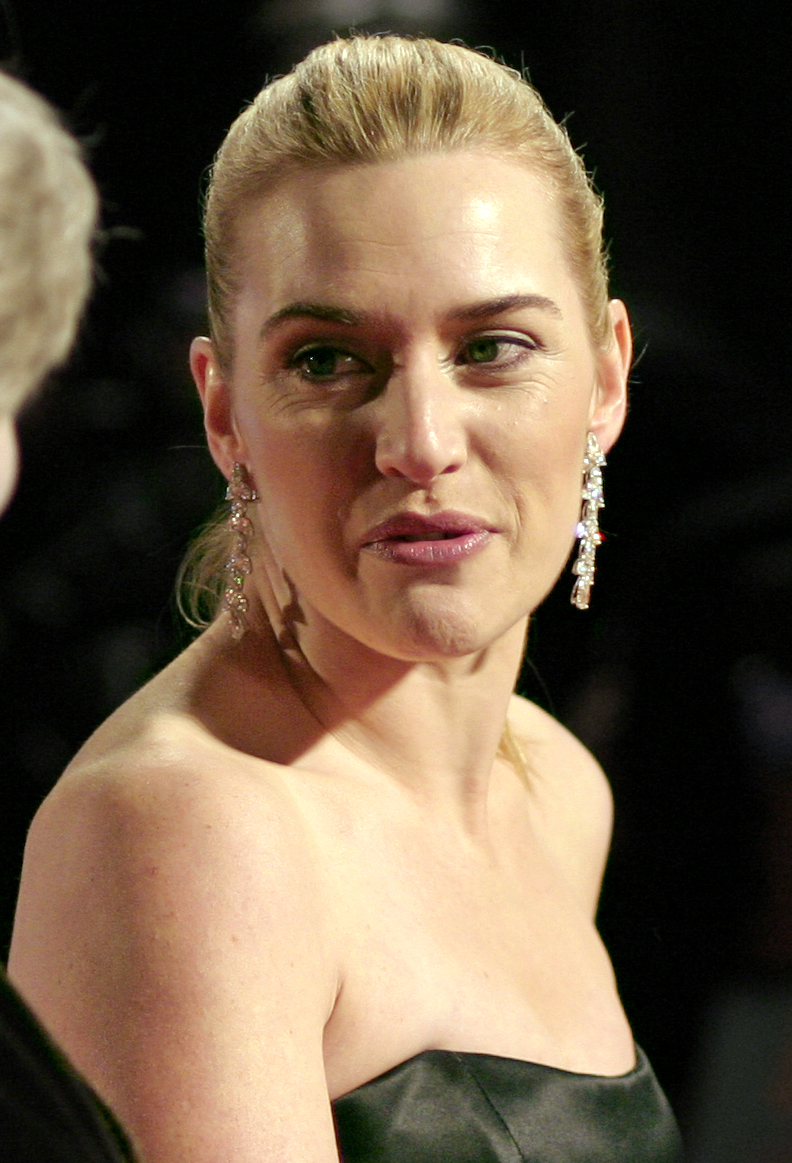
وینسلت در جوایز آکادمی فیلم بریتانیا ۲۰۰۷. او برای بچه‌های کوچک (۲۰۰۶) نامزد دریافت جایزهٔ بهترین بازیگر زن شد.

در سال ۲۰۰۶ چهار فیلم با بازی وینسلت منتشر شد. او نخست در فیلم تریلر سیاسی همه مردان پادشاه ظاهر شد که داستانش در دههٔ ۱۹۴۰ در لوئیزیانا جریان دارد و در این فیلم در مقابل جود لا نقش مکمل را ایفا کرد. این فیلم به‌دلیل فقدان در بینش سیاسی و ناهماهنگی داستانی، نقدهای ضعیفی از سوی منتقدان دریافت کرد و نتوانست فروش بیشتری در برابر بودجهٔ ۵۵ میلیون دلاری‌اش داشته باشد. فیلم بعدی او بچه‌های کوچک بود که با استقبال بیشتری از فیلم پیشین روبرو شد. این فیلم بر پایهٔ رمانی به همین نام ساخته شده و داستان آن دربارهٔ زنی خانه‌دار به‌نام سار است که با همسایهٔ متأهل خود (با بازی پاتریک ویلسون) رابطه دارد. وینسلت در این فیلم با بازی در نقش مادری بی‌عاطفه به چالش کشیده شد؛ او در این نقش نه رفتارهای شخصیت خود را درک کرد و نه رابطه‌اش را. سکانس‌هایی که مجبور می‌شد با خصومت به بازیگر نقش دخترش رفتار نشان دهد، برایش ناراحت‌کننده بود. وینسلت با وجود داشتن دو فرزند، از بازی در سکانس‌های جنسی که باید برهنه می‌شد عصبی بود. او این چالش را برای ارائه تصویری مثبت برای زنانی که به قول خودشان «بدن ناقصی» دارند، به عهده گرفت. ای. او. اسکات از نیویورک تایمز می‌گوید وینسلت با موفقیت «غرور سارا را به اهتزاز درمی‌آورد، به خودش شک دارد و تمایل‌گراست، الهام بخش ترکیبی از به رسمیت شناختن است، ترحم و نگرانی‌اش بسیار است و در آخر فیلم، چیزی شبیه به عشق را داراست.» وینسلت نامزد دریافت جایزهٔ اسکار بهترین بازیگر زن شد و در ۳۱ سالگی، جوان‌ترین بازیگری شد که پنج نامزدی اسکار به خود اختصاص داده‌است.
وینسلت پس از بچه‌های کوچک در فیلم کمدی-رمانتیک تعطیلات ساختهٔ نانسی مایرز ایفای نقش کرد. او در این فیلم نقش آیریس را ایفا می‌کند—زنی انگلیسی که در فصل تعطیلات کریسمس با زن آمریکایی (با بازی کامرون دیاز) در حال مبادلهٔ خانه است. این فیلم بیش از ۲۰۵ میلیون دلار در جهان فروخت و به بزرگ‌ترین موفقیت تجاری وینسلت در طول ۹ سال اخیر تبدیل شد. جاستین چنگ، منتقد سینما اظهار داشت فرمول کلیشه‌ای فیلم هنوز دلپذیر است و به درخشندگی و دلربایی وینسلت اشاره کرد. وینسلت در آخرین فیلم سال خود صداپیشگی شخصیت پویانمایی برآب‌رفته (۲۰۰۶) را بر عهده داشت. تنها پروژه او در سال ۲۰۰۷ گویندگی نسخهٔ انگلیسی فیلم فرانسوی کودک و روباه بود.

### بازیگری با شهرت جهانی (۲۰۰۸–۲۰۱۱)
وینسلت در سال ۲۰۰۸ دو نقش را ایفا کرد که با تحسین منتقدان همراه بودند. او فیلم‌نامهٔ جادهٔ انقلابی نوشتهٔ جاستین هیث که اقتباسی از رمان به همین نام اثر ریچارد یتس بود را مطالعه کرد و این پروژه را به شوهر وقت خود، کارگردان سم مندس و همبازی‌اش در تایتانیک، لئوناردو دی‌کاپریو پیشنهاد داد. این فیلم مصیبت‌های یک زوج جوان در دههٔ ۱۹۵۰ در حومه آمریکا را روایت می‌کند. وینسلت به فکر بازی در نقش زنی افتاد که آرزوهایش برآورده نشده بود، و برای درک روان‌شناسی زنان خانه‌دار و شوربخت آن دوران، کتاب رازوری زنانه را مطالعه کرد. مندس دی‌کاپریو و وینسلت را به گذراندن وقت با هم ترغیب کرد و معتقد بود که این کار به آن‌ها کمک می‌کند تا روابط پرتنش شخصیت‌های خود در فیلم را گسترش دهند. دیوید ادلستین در مجلهٔ نیویورک از وینسلت به‌عنوان «بهترین بازیگر انگلیسی‌زبان نسل خود» یاد کرد و افزود، «لحظه‌ای کلیشه‌ای در عملکرد وینسلت وجود ندارد—نه ژستی، نه کلمه‌ای».

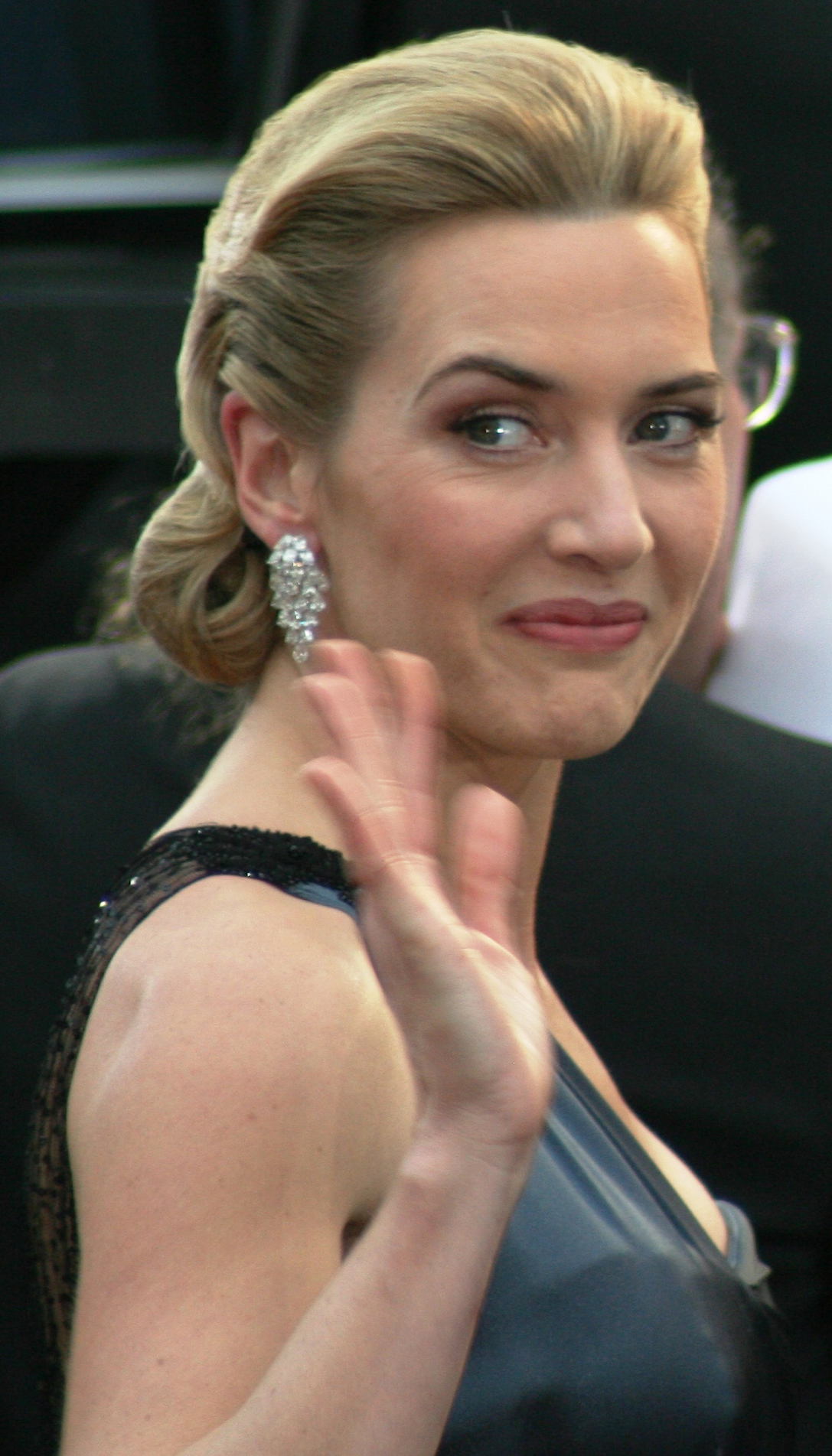
وینسلت در هشتاد و یکمین دوره جوایز اسکار در ۲۰۰۹ که در آن‌جا برای نقش‌آفرینی در کتاب‌خوان (۲۰۰۸) برندهٔ جایزهٔ بهترین بازیگر نقش اول زن شد.

وینسلت پیشنهاد بازی در فیلم کتاب‌خوان را برای جلوگیری از تداخل برنامه‌ریزی با جادهٔ انقلابی رد کرد. سپس نیکول کیدمن جایگزین او شد اما به علت بارداری فیلم را ترک کرد و موجب شد تا وینسلت دوباره قادر باشد این نقش را بگیرد. این فیلم به کارگردانی استیون دالدری، بر پایهٔ رمان کتاب‌خوان نوشته برنهارد شلینک ساخته شده و وینسلت در آن نقش هانا اشمیتز، نگهبان بی‌سواد اردوگاه کار اجباری نازی‌ها را ایفا می‌کند که با پسری نوجوان رابطه دارد. او برای آماده‌سازی خود درمورد هولوکاست و گارد اس‌اس مطالعه و تحقیق کرد. وینسلت برای آموزش دادن خود در مورد نگرش منفی از بی‌سوادی، مدتی را با دانشجویان لیترسی پارتنرز—سازمانی که به بزرگسالان خواندن و نوشتن یاد می‌دهد—سپری کرد. وینسلت قادر به هم‌فکری با نقش اشمیتز نبود و تلاش کرد تا صادقانه این نقش را بدون رفتارهای انسانی خودش ایفا کند. با وجود این موضوع، برخی از مورخان برای قرار دادن اشمیتز به‌عنوان مایهٔ هم‌ذات‌پنداری با بینندگان انتقاد کردند و سازندگان فیلم را به تجدیدنظرطلبی هولوکاست متهم کردند. تاد مک‌کارتی از او برای ارائهٔ «پوسته‌ای به یاد ماندنی از این زن از دست رفته در درون» تحسین کرد و نویسنده‌ای از دیلی تلگراف در توصیف او گفت: «این بازیگر در اینجا کاملاً نترس است، نه تنها در تمایل خود برای افشای وضعیت جسمانی‌اش، بلکه امتناع از افشای شخصیت خود از لحاظ روانی».
وینسلت برای بازی در فیلم جادهٔ انقلابی و کتاب‌خوان جوایز مهمی را دریافت کرد. او برای هر یک از این فیلم‌ها جایزهٔ گلدن گلوب دریافت کرد و برای کتاب‌خوان، جایزهٔ بهترین بازیگر نقش اول زن اسکار و بفتا را به خود اختصاص داد. او در ۳۳ سالگی رکورد خودش به عنوان جوان‌ترین بازیگری که شش نامزدی اسکار به خود اختصاص داده را افزایش داد. او همچنین سومین بازیگر زن تاریخ شد که در مراسم گلوب گلوب موفق به کسب دو جایزه می‌شوند. وینسلت در این مدت از توجه و پوشش رسانه‌ها خسته شده بود و برای دو سال فعالیتی نداشت تا زمانی که بار دیگر برای همکاری خلاقانه آماده شود.
وینسلت با مینی‌سریال پنج قسمتی میلدرد پیرس (۲۰۱۱) از شبکهٔ اچ‌بی‌او که اقتباسی از رمان به همین نام نوشتهٔ جیمز کین است، به بازیگری بازگشت. او نقش مادری فداکار در طول رکود بزرگ را به تصویر می‌کشد که از شوهرش جدا شده و عاشق مردی دیگر می‌شود؛ او همه تلاشش را می‌کند تا از دختر خودشیفته‌اش عشق و احترام کسب کند. وینسلت، که اخیراً از مندس طلاق گرفته بود، معتقد بود برخی از جنبه‌های زندگی شخصیت سریال منعکس‌کنندهٔ جنبه‌های زندگی شخصی او است. او از گسترهٔ این سریال، همان‌طور که او در هر صحنه از فیلمنامه ۲۸۰ صفحه‌ای حضور دارد، هراس داشت. وینسلت از داستان این مینی‌سریال مضطرب و ناراحت بود و همچنین مجذوب رابطهٔ پیچیده میان نقش مادر و دختر بود. او با سازندگان و طراحان لباس همکاری داشت و پخت پای و تهیه مرغ را آموخت. این سریال مخاطبان کمی داشت اما با نظرات مثبتی از سوی منتقدان همراه بود. مت زولر سیتز از سلان این مینی‌سریال را «شاهکاری آرام و دلخراش» توصیف کرد و عملکرد وینسلت را «فوق‌العاده — هوشمند، متمرکز و به ظاهر عاری از خود» توصیف کرد. او برای این نقش‌آفرینی جایزهٔ امی ساعات پربیننده بهترین بازیگر را کسب کرد و علاوه بر این برندهٔ یک جایزهٔ گلدن گلوب و انجمن بازیگران فیلم شد.
نخستین فعالیت سینمایی وینسلت در سال ۲۰۱۱ فیلم تریلر شیوع ساختهٔ استیون سودربرگ بود. وینسلت در این فیلم نقش افسر خدمات اطلاعات بیماری‌های همه‌گیر را به تصویر می‌کشد که در حین تحقیقات خود به بیماری مبتلا و آلوده شده‌است. شیوع با موفقیت تجاری همراه بود و دیوید دنبی از نیویورکر وینسلت را برای به دست آوردن ذات یک زن آزرده خاطر تحسین کرد. پروژهٔ بعدی او فیلم کشتار به کارگردانی رومن پولانسکی بود که از نمایش‌نامهٔ خدای کشتار نوشتهٔ یاسمینا رضا اقتباس شده‌است. این فیلم کمدی سیاه که کاملاً درون یک آپارتمان واقع شده، داستان پدر و مادری را روایت می‌کند که با فرزندانشان دشمنی دارند. جودی فاستر، جان سی ریلی و کریستف والتس همبازی‌های او در این فیلم هستند. گروه بازیگران فیلم‌نامه را به مدت دو هفته مانند یک نمایش تمرین کردند و وینسلت فرزندانش را برای هشت هفتهٔ فیلم‌برداری با خود به پاریس آورد. منتقدان عقیده داشتند این اقتباس به جذابی نمایش‌نامه نیست، اما عملکرد وینسلت و فاستر را تحسین کردند. وینسلت و فاستر برای بازی در این فیلم نامزد دریافت جایزهٔ گلدن گلوب شدند.

### افت و خیز شغلی (۲۰۱۲–۲۰۱۹)

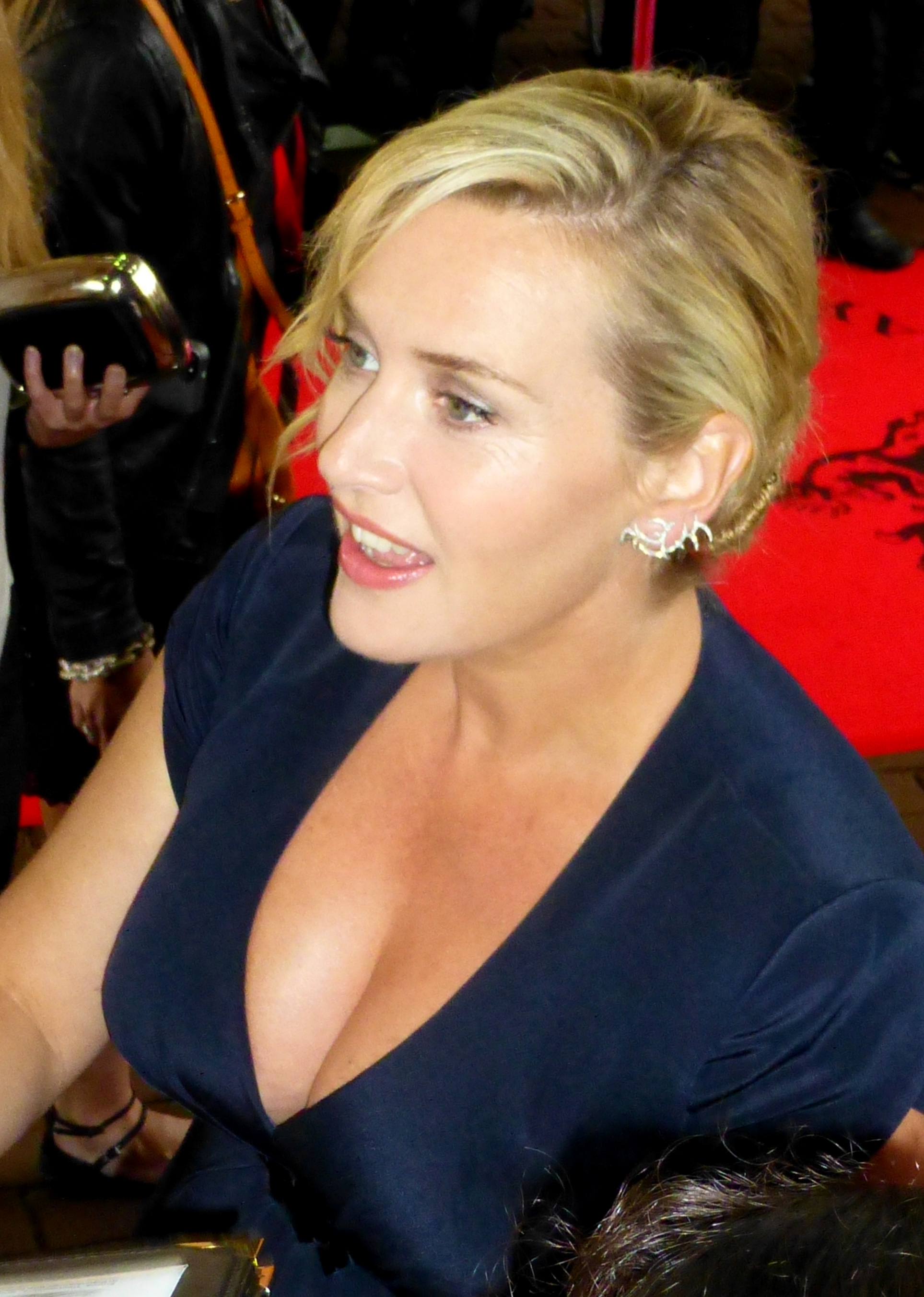
وینسلت در افتتاحیهٔ روز کارگر در جشنواره بین‌المللی فیلم تورنتو ۲۰۱۳

وینسلت گفت که فشار کاری در سال ۲۰۱۱ به او کمک کرد تا از دل‌شکستگی ناشی از طلاقش کنار بیاید و پس از تکمیل فیلم کشتار، برای مدتی از بازیگری کنار کشید کرد تا روی تربیت فرزندانش تمرکز کند. تنها نقش‌آفرینی او در سال ۲۰۱۲ قسمت کوتاهی از فیلم مجموعه‌ای فیلم ۴۳ بود که آن را چهار سال پیش فیلم‌برداری کرده بود؛ این فیلم ضعیف‌ترین نقدها را در طول حرفهٔ وینسلت به همراه داشت. وینسلت در آن سال کتاب صوتی رمان ترز راکن نوشتهٔ امیل زولا را گویندگی کرد. او تمایلی به پذیرفتن پیشنهاد جیسون رایتمن برای ایفای نقش در فیلم اقتباسی‌شده از رمان روز کارگر نوشتهٔ جویس مینارد را نداشت، اما پس از آنکه جیسون رایتمن ساخت فیلم را به مدت یک سال به تعویق انداخت تا تعهد وینسلت به فرزندانش را برآورده کند، این پیشنهاد را پذیرفت. فضای این فیلم در تعطیلات روز کارگر رقم می‌خورد و داستان مادری تنها و مبتلا به برزن‌هراسی با نام ادل (وینسلت) را روایت می‌کند که عاشق یک مجرم فراری می‌شود. وینسلت که شخصیت ادل را «آسیب‌پذیرتر نسبت به قدرت» توصیف کرده بود، نقش‌آفرینی‌اش در این فیلم از سبک زنان با اراده‌ای که معمولاً ایفا می‌کند، متفاوت بود. صحنه‌ای از فیلم او را ملزم به تهیهٔ شیرینی پای کرد که این تجربه را از پختن این غذا در میلدرد پیرس به‌دست آورده بود. بازخورد منتقدان از این فیلم منفی بود؛ کریس ناشاواتی از انترتینمنت ویکلی از فیلم انتقاد کرد و آن را «کسل‌کننده و ملودراماتیک» دانست اما از وینسلت بابت افزودن لایه‌هایی به نقش بی‌حس خود تقدیر کرد. او برای دهمین بار نامزد دریافت جایزهٔ گلدن گلوب شد.
وینسلت در سال ۲۰۱۴ نقش زنی خبیث به نام جنین متیوز را در فیلم علمی-تخیلی سنت‌شکن ایفا کرد. داستان و فضای این فیلم در یک پادآرمان‌شهر واقع شده و اقتباسی از رمان بزرگسالان به همین نام نوشتهٔ ورونیکا راث است. وینسلت در حین فیلم‌برداری فرزند سوم خود را باردار بود و لباس‌های بازیگری برای سازگاری با او باید تغییر می‌کرد. او در بیشتر روند فیلم‌برداری از هم‌بازی‌هایش دور بود تا شخصیت ترسناک خود را حفظ کند. ریچارد لاوسون از ونتی فر این فیلم را به‌طور نامطلوب با بازی‌های گرسنگی مقایسه کرد و عقیده داشت که وینسلت در آن به اندازهٔ کافی استفاده نشده‌است. این فیلم ۲۸۸ میلیون دلار در جهان فروش داشته‌است. وینسلت در همان سال با فیلم هرج‌ومرج کوچک به ژانر دورانی بازگشت. این فیلم به کارگردانی آلن ریکمن دربارهٔ کاخ‌هایی است که به دستور لوئی چهاردهم در آنجا شروع به احداث شده و باعث نابودی باغ‌ها شده‌است. او در این فیلم نقش معمار خیالی به‌نام سابین دو بارا را ایفا می‌کند؛ شخصیتی که به عقیده وینسلت مانند خودش بر غم و ناراحتی شدید غلبه کرده بود. کاترین شورارد از گاردین به «صداقت احساسی» که وینسلت به آن نقش بخشیده اشاره کرد، اما غیرقابل قبول بودن این نقش را نقد کرد. وینسلت در آن سال کتاب‌های صوتی رمان‌های کودکانه ماتیلدا و انگشت جادویی نوشتهٔ رولد دال را گویندگی کرد.

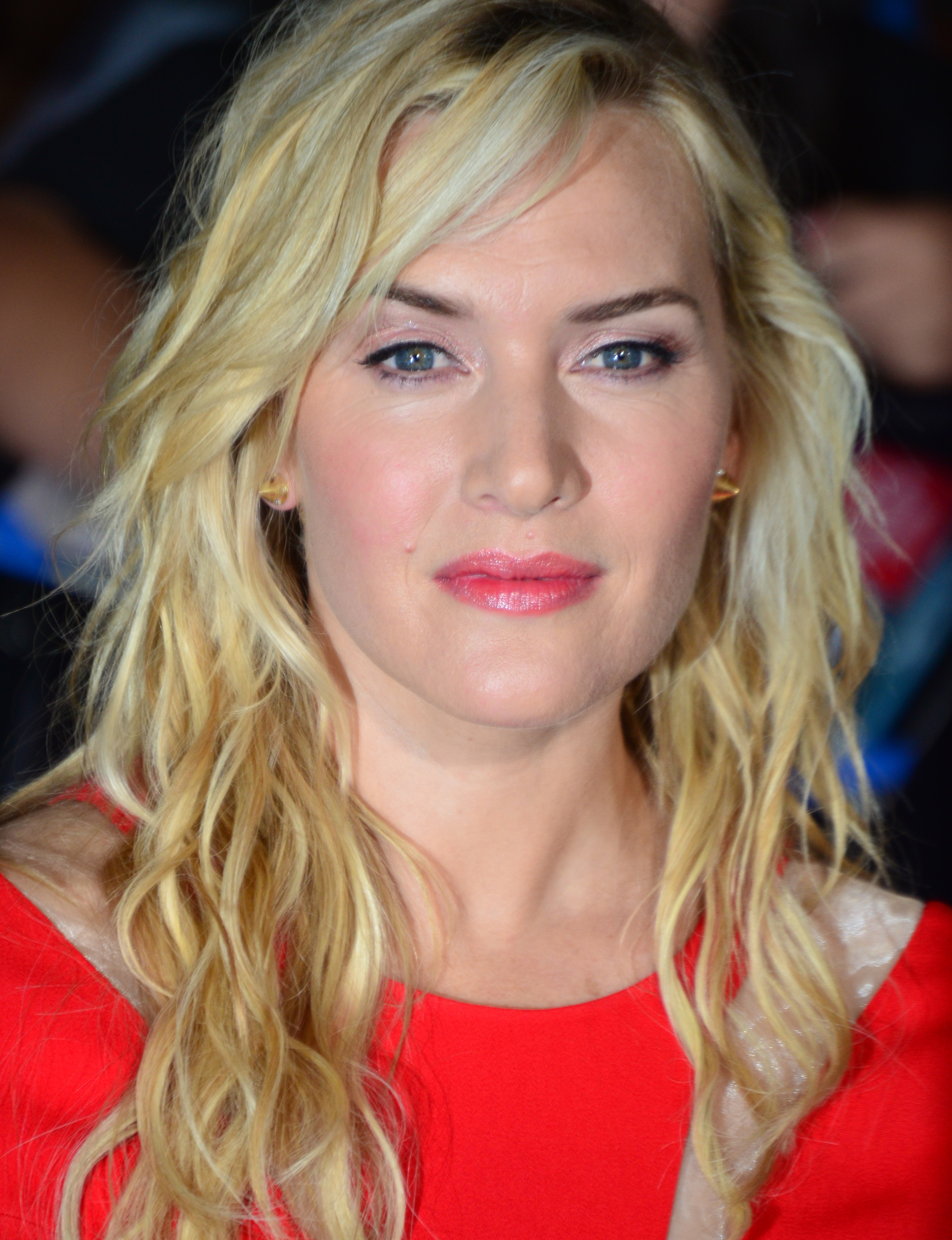
وینسلت در افتتاحیهٔ سنت‌شکن در سال ۲۰۱۴

در سال ۲۰۱۵، وینسلت بار دیگر نقش جنین متیوز را در بخش دوم مجموعهٔ سنت‌شکن با عنوان فرعی شورشی بازی کرد که با وجود نقدهای منفی، ۲۹۷ میلیون دلار در سراسر جهان فروش داشت. فیلم بعدی وینسلت، اقتباسی از رمان گوتیک استرالیایی به نام خیاط بود که کارگردانش جوسلین مورهوس آن را یادآور فیلم وسترن نابخشوده (۱۹۹۲) توصیف کرد. وینسلت در این فیلم نقش زنی اغواگر به نام تیلی داناج را ایفا می‌کند که سال‌های بعد از متهم شدن به قتل، به زادگاه خود بازمی‌گردد. او برای این فیلم خیاطی را آموخت و برخی از لباس‌های شخصی خود را نیز طراحی کرد. این پروژه در صحرای استرالیا کلید خورد و وینسلت پوشیدن لباس‌های کوتاه در هوای ناملایم را دشوار می‌دانست. رابرت آبیل از لس آنجلس تایمز با وجود اینکه فیلم را دوست نداشت، اما از وینسلت بابت کم‌اهمیت جلوه‌دادن نقش اغراق‌آمیز خود تحسین کرد. این فیلم یکی از پرفروش‌ترین فیلم‌های استرالیایی در تمام ادوار است اما در نقاط دیگر جهان فروش بالایی نداشت. وینسلت برای این نقش‌آفرینی برندهٔ جایزهٔ اکتای بهرین بازیگر نقش اول زن شد.
وینسلت حین فیلم‌برداری خیاط از پروژه‌ای دربارهٔ زندگی‌نامهٔ استیو جابز به نویسندگی آرون سورکین و کارگردانی دنی بویل مطلع شد. او که علاقه‌مند به بازی در نقش رئیس بازاریابی جابز جوانا هافمن بود، تصویری از خودش در لباس هافمن را برای تهیه‌کنندهٔ فیلم ارسال کرد. استیو جابز با بازی مایکل فاسبندر در نقش اصلی، در سه نمایش روایت می‌شود که هر یک نقطهٔ عطفی در حرفهٔ جابز را به تصویر می‌کشد. وینسلت در حین آماده‌سازی، مدتی را با هافمن گذراند و با مربی گویش کار می‌کرد تا مانند لهجهٔ هافمن که مخلوطی از ارمنی و لهستانی بود صحبت کند؛ از نظر وینسلت، این نقش‌آفرینی دشوارترین کار در طول حرفه‌اش بود. گروه بازیگران هر نقشی را مانند یک نمایش‌نامه تمرین می‌کردند و آن را به ترتیب فیلم‌برداری می‌کردند. وینسلت با فاسبندر همکاری تنگاتنگی داشت و روابط پشت صحنه‌ای آن‌ها نمایشی از پویایی همکارانهٔ میان جابز و هافمن بود. این فیلم باعث شد وینسلت بهترین نقدها را در کارنامه هنری خود داشته باشد اما از لحاظ فروش موفق نبود. پیتر هاول از تورنتو استار او را بابت یافتن «توانایی و ظرافت» در نقش خود تحسین کرد و گریگوری الوود از هیت‌فیکس عقیده داشت که او در شخصیت‌پردازی هافمن پیشرفت داشته‌است. او برای این فیلم برندهٔ جوایز گلدن گلوب و بفتای بهترین بازیگر نقش مکمل زن شد و توانست برای هفتمین بار نامزد دریافت جایزهٔ اسکار شود.

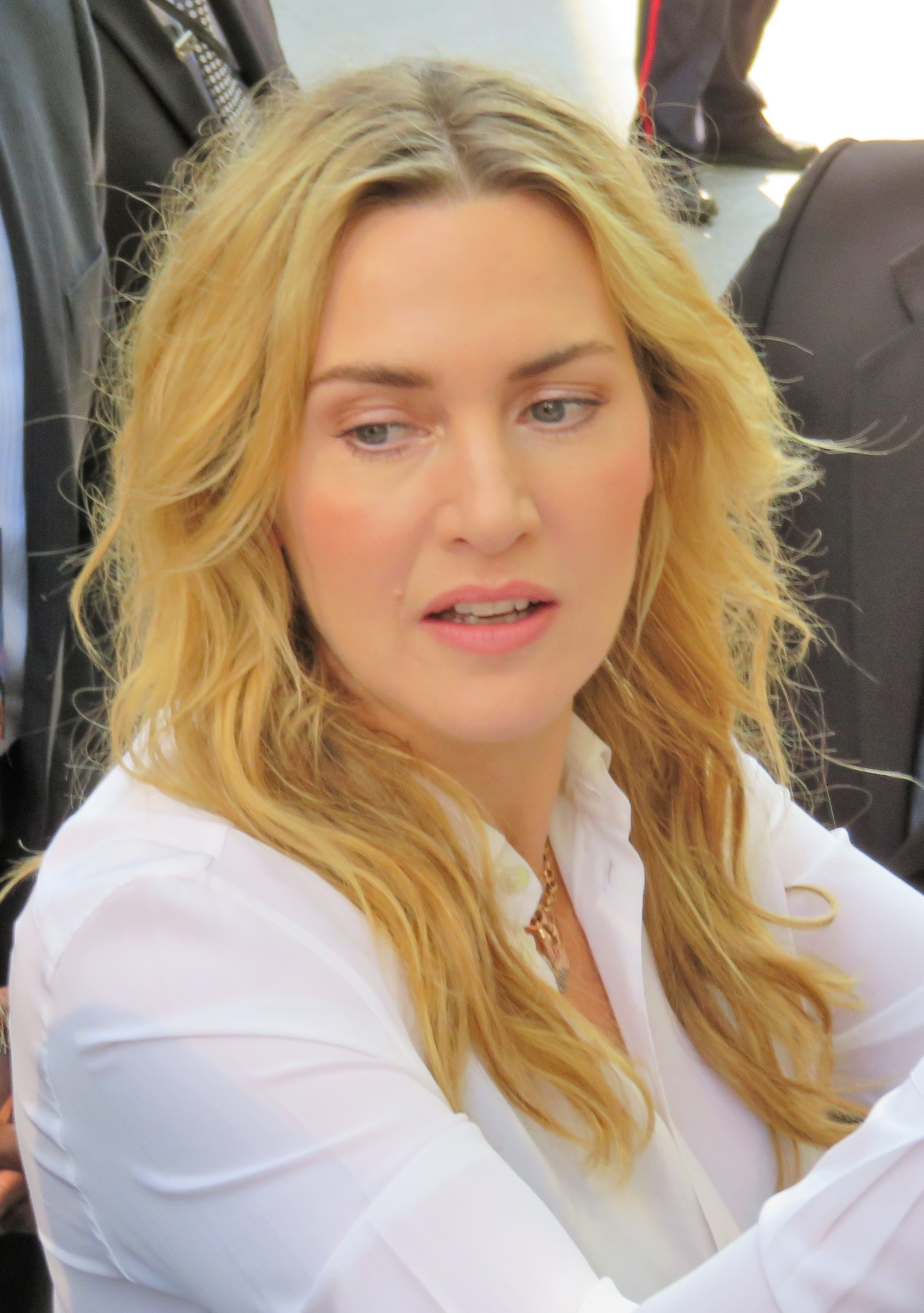
ویسنلت در افتتاحیهٔ کوه میان ما در جشنوارهٔ بین‌المللی فیلم تورنتو ۲۰۱۷

وینسلت در فیلم جنایی-تریلر تریپل ناین (۲۰۱۶) ساختهٔ جان هیلکات در نقش ایرینا ولاسلوف، یک گانگستر بی‌رحم روسی-اسرائیلی بازی کرد. آن هورنادای، منتقدی از واشینگتن پست عقیده داشت وینسلت در حقیقت نتوانسته این نقش را به تصویر بکشد. در همین سال، ایفای نقش او در زیبایی موازی که داستانش در مورد مردی (با بازی ویل اسمیت) است که با مرگ دخترش دست‌وپنجه نرم می‌کند، از سوی منتقدان مورد انتقاد قرار گرفت. امیلی یوشیدا از مجلهٔ نیویورک این فیلم را یک بازسازی بی‌مفهوم از فیلم سرود کریسمس توصیف کرد. این فیلم در گیشه فروش متوسطی داشت. وینسلت با فیلم رمانتیک و فاجعه‌ای کوه میان ما (۲۰۱۷) پذیرفت تا نقشی را بر عهده بگیرد که نیاز به تحرک جسمانی داشته باشد. در این فیلم ادریس البا و خودش نقش دو غریبه را ایفا می‌کنند که از هواپیما در یک رشتهٔ کوه یخی و منزوی سقوط می‌کنند. آن‌ها در کوه‌های غرب کانادا در ارتفاع ۱۰٬۰۰۰ فوت از سطح دریا که درجه حرارت هوا بسیار پایین بود این پروژه را فیلم‌برداری کردند. وینسلت در فیلم بدل‌کاری‌های خود را ایفا کرد و آن را خسته‌کننده‌ترین تجربهٔ زندگی حرفه‌ای خود توصیف کرد. به گفتهٔ موریا مک‌دونالد از سیاتل تایمز، کاریزما و شیمی این دو بازیگر یک فیلم متوسط را بهبود بخشیده‌است.
آخرین نقش‌آفرینی وینسلت در سال ۲۰۱۷ درام واندر ویل ساختهٔ وودی آلن بود که داستانش در دههٔ ۱۹۵۰ در جزیره کنی رقم می‌خورد. او در این فیلم نقش جینی، یک زن خانه‌دار خون‌گرم را داشت که با یک مربی نجات غریق (با بازی جاستین تیمبرلیک) رابطه دارد. او این شخصیت را دائماً ناراضی و پریشان توصیف کرد؛ نقش‌آفرینی در این پروژه برای وینسلت که از اضطراب رنج می‌برد، دشوار بود. منولا دارگیس از نیویورک تایمز فیلم‌نامه آلن را نپسندید و نقش‌آفرینی وینسلت را برای پرکردن «شخصیت کهنه همراه با زندگی پر تب‌وتاب» اش تحسین کرد. در گفتگوی مطبوعاتی این فیلم، هنگامی که از وینسلت در مورد تصمیم خود برای کار با آلن علی‌رغم اتهام سوءاستفاده جنسی این شخص سؤال شد، ترجیح داد در مورد زندگی شخصی این فیلم‌ساز اظهار نظری نکند اما گفت که از این همکاری راضی است. او از آن زمان از کار با آلن و رومن پولانسکی ابراز تأسف و پشیمانی کرده‌است. وینسلت در سال ۲۰۱۹ صداپیشگی مجموعهٔ تلویزیونی پویانمایی مومین‌والی را بر عهده داشت. او سپس در کنار سوزان ساراندون و میا واشیکوفسکا در فیلم سیه‌پر که بازسازی فیلم دانمارکی قلب خاموش (۲۰۱۴) بود، نقش اصلی را ایفا کرد. بنجامین لی از مجلهٔ گاردین، سیه‌پر را «کمتر یک فیلم و بیشتر کارگاه بازیگران» توصیف و انتخاب این نقش برای وینسلت را نامناسب دانست.

### تجدید فعالیت (۲۰۲۰–اکنون)
وینسلت دیرینه‌شناس ماری انینگ را در آمونیت (۲۰۲۰) به تصویر کشید. این درام تاریخی، به عاشقانه‌ای میان انینگ و شارلوت مورچیسون (با بازی سرشه رونان) می‌پردازد و داستان آن در دههٔ ۱۸۴۰ انگلستان جریان دارد. او از بین گروه بازیگران فیلم گزارش فرانسوی ساختهٔ وس اندرسن خارج شد تا مدت زمان آماده‌سازی بیشتری را برای این پروژه داشته باشد. وینسلت همکاری تنگاتنگی با رونان داشت و در این فیلم سکانس‌های جنسی خودشان را ایفا کردند. او برای بیشتر مراحل فیلم‌برداری، به‌تنهایی در کلبه‌ای اجاره‌ای در دورست زندگی می‌کرد تا وارد فضای روحی و ذهنی شخصیت خود شود. کارین جیمز در بی‌بی‌سی وینسلت را بابت به تصویر کشیدن انینگ در نقش فردی «سخت‌گیر و بی‌دوام اما بسیار دلسوز» تحسین کرد و «نقش‌آفرینی کنترل‌شده و مقتدر» او را یکی از بهترین اجراها در طول حرفه‌اش دانست. مانوئل بتانکور از مجلهٔ نیویورک از آن با عنوان «بازگشتی به سبک خود» استقبال کرد. او مدتی بعد صداپیشگی اقتباس سینمایی از رمان زیبای سیاه را بر عهده گرفت و اسب شخصیت زیبای سیاه را گویندگی کرد که به‌وسیلهٔ دیزنی پلاس پخش شد.

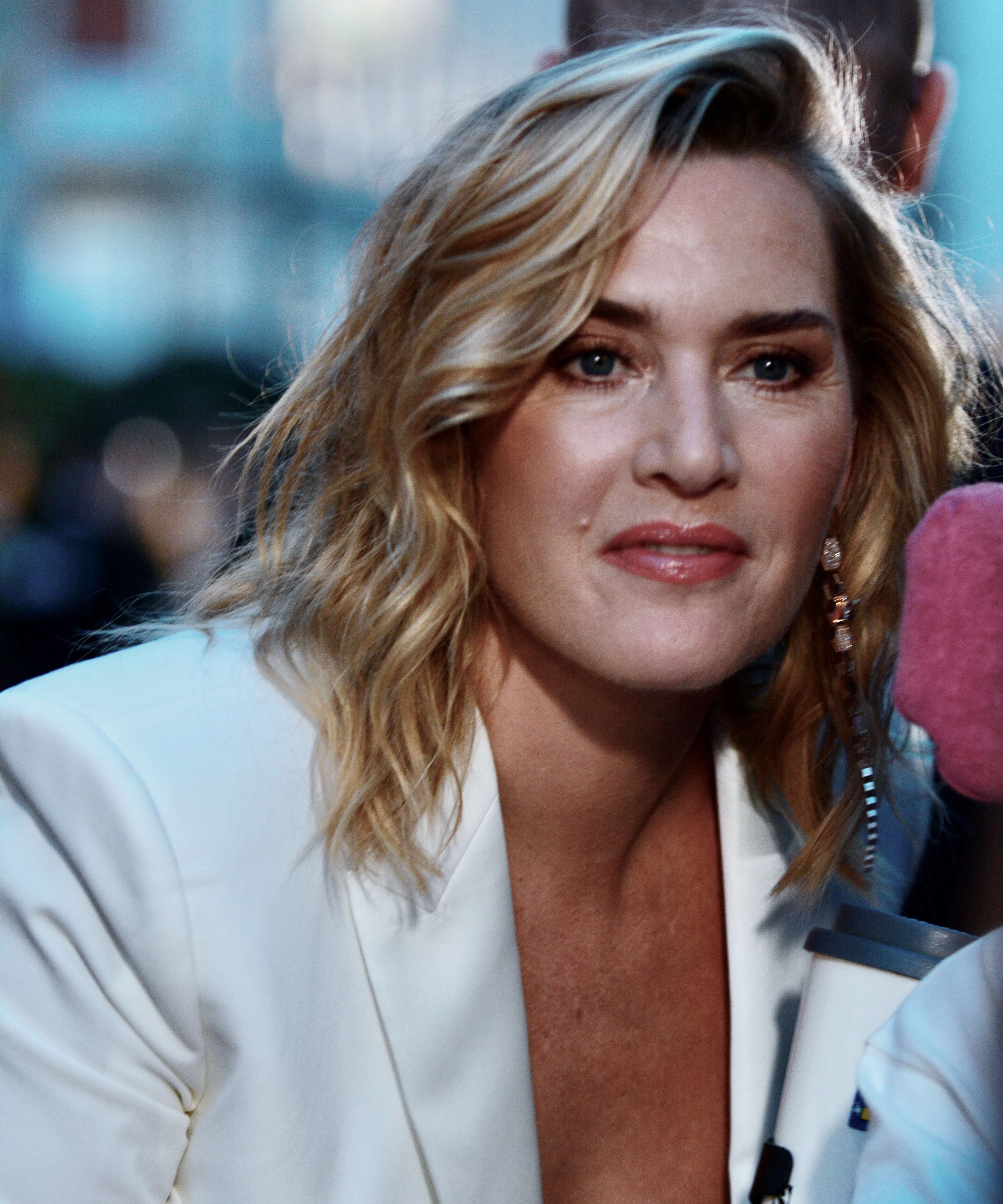
وینسلت در ۲۰۲۳

وینسلت در سال ۲۰۲۱ با مینی‌سریال شبکهٔ اچ‌بی‌او، تحت عنوان میر اهل ایست‌تاون (۲۰۲۱) به تلویزیون بازگشت. او یکی از تهیه‌کننده‌های اجرایی این سریال انحصاری بود و در آن نقش کارآگاه پلیسی با وضعیت نابسامان را ایفا کرد که در حال حل پروندهٔ آدم‌کشی است. فیلم‌برداری این پروژه در شهرستان دلاویر صورت گرفت و وینسلت اصرار داشت که در این نقش با «لهجهٔ دلکو» — نسخه‌ای از لهجهٔ انگلیسی فیلادلفیا که در این شهرستان کاربرد دارد — صحبت کند؛ به باور او، این یکی از سخت‌ترین لهجه‌هایی بود که باید فرا می‌گرفت. به‌منظور بازی در نقش میر — زنی که فرزندش را به دلیل خودکشی از دست داده‌است — او یک پیشینهٔ داستانی برای شخصیت مذکور خلق کرد و از نزدیک با یک مشاور غم و اندوه همکاری کرد. این مینی‌سریال و نقش‌آفرینی او مورد تحسین گستردهٔ منتقدان قرار گرفت؛ منتقد سینما ریچارد روپر نوشت که وینسلت با این مجموعه «فهرست بلندی از اجراهای خارق‌العاده و فرورفته در نقش» خود را افزایش می‌دهد، و لوسی منگان از گاردین نوشت، «اگر بتوانید این اواخر در دوران کاری نقش‌آفرینی بارزی داشته باشید، مطمئناً این کار وینسلت است.» میر اهل ایست‌تاون از لحاظ آمار بینندگان در شبکهٔ اچ‌بی‌او موفق بود و وینسلت بار دیگر برندهٔ جایزهٔ امی ساعات پربیننده، گلدن گلوب و انجمن بازیگران فیلم در رشتهٔ بهترین بازیگر زن در مینی‌سریال شد.
به‌دنبال میر اهل ایست‌تاون، وینسلت یک سال از بازیگری مرخصی گرفت تا مدت زمان بیشتری را در کنار فرزندانش سپری کند. او فیلم مستند یازده روز در مه (۲۰۲۲) دربارهٔ بمباران ۲۰۲۱ غزه توسط اسرائیل را گویندگی کرد. وینسلت در قسمتی با مدت زمان بالا و فی‌البداهه از مجموعهٔ آنتولوژی کانال ۴، یعنی من هستم… تحت عنوان «من روث هستم» در کنار دخترش میا تریپلتون به ایفای نقش پرداخت که در مورد اثرات منفی رسانه‌های اجتماعی بود. او برندهٔ دو جایزهٔ تلویزیونی بفتا در رشتهٔ بهترین بازیگر و بهترین مجموعهٔ تک‌قسمتی شد. وینسلت در سال‌های ۲۰۱۷ و ۲۰۱۸ به‌طور همزمان دو دنباله بر فیلم علمی تخیلی آواتار (۲۰۰۹) به کارگردانی جیمز کامرون را با استفاده از فناوری ضبط حرکت فیلم‌برداری کرد. او برای نقشی که در فیلم داشت، غواصی آزاد را آموخت و توانست نفس خود را به مدت هفت دقیقه زیر آب نگه دارد که بابت این کار رکورد جدیدی برای هر صحنهٔ ضبط‌شده در زیر آب ثبت کرد. آواتار: راه آب که در سال ۲۰۲۲ اکران شد، بیش از ۲ میلیارد دلار فروش داشت و سومین فیلم پرفروش تاریخ شد. همچنین بعد از تایتانیک، دومین فیلم وینسلت بود که به این مقدار فروش رسید.
وینسلت به‌مدت هشت سال در ساخت فیلم زندگی‌نامه‌ای از مدل و عکاس جنگ، لی میلر، دخیل بود. او نقش اصلی این شخصیت و تهیه‌کنندگی پروژه را در فیلم مربوطه، لی (۲۰۲۳) به عهده گرفت. وینسلت فیلم‌بردار الن کوراس (فیلم‌بردار درخشش ابدی یک ذهن پاک با بازی وینسلت) را به کار گرفت تا نخستین تجربهٔ کارگردانی بلندش را با این پروژه تجربه کند. وینسلت در هنگام فیلم‌برداری زمین خورد که منجر به سه هماتوم در ستون فقراتش شد؛ او با وجود درد به کارش ادامه داد. به عقیدهٔ تحلیل‌گران هالیوود ریپورتر و دیلی بیست، نحوهٔ نقش‌آفرینی وینسلت در پیشرفت این فیلم زندگی‌نامه‌ای معمولی نقش داشته‌است. وینسلت سپس در مینی‌سریال دیگری از شبکهٔ اچ‌بی‌او تحت عنوان رژیم به ایفای نقش پرداخت. داستان آن در مورد کشور مستبد تخیلی است که در آستانهٔ سقوط قرار دارد. برای بازی در نقش دیکتاتور مبتلا به خودبزرگ‌بینی، وینسلت به یک عصب‌پژوه و یک روان‌درمان‌گر مراجعه کرد تا پیشینهٔ شخصیتی برای نقش خود به وجود بیاورد. به نظر منتقدان، نقش‌آفرینی وینسلت برتر از این مجموعه بود. وینسلت نقش خود را بار دیگر در فیلم آواتار ۳ بازآفرینی خواهد کرد.

## بازخورد و سبک بازیگری
اغلب منتقدان سینما وینسلت را یکی از «برترین بازیگران زنِ نسل خود» می‌دانند. او با اینکه در اوایل حرفه‌اش با فیلم پرفروش تایتانیک به بازیگری با شهرت جهانی تبدیل شده، اما به ندرت در فیلم‌های تجارت‌محور به ایفای نقش پرداخته‌است. روزنامه‌نگاری از مجلهٔ ال معتقد است گزینش‌های او نمایان‌گر «شوق و نگرش بازیگری همه‌کاره است که در جسم یک ستارهٔ سینما محصور شده‌است». در نظرسنجی سال ۲۰۲۲ مجلهٔ امپایر، وینسلت از سوی خوانندگانِ این مجله به‌عنوان یکی از ۵۰ بازیگر بزرگ تاریخ انتخاب شد. این مجله او را «نیروی دراماتیکی» نامید که بازی در «همه جور از فیلم‌های تاریخی و ژانرها با حسی منحصر به فرد از وقار و توانایی را به عهده می‌گیرد.»
تام پروتا، نویسندهٔ کتاب بچه‌های کوچک، می‌گوید وینسلت «به سوی نقش‌های مشکل‌ساز در فیلم‌های کوچک‌تر جذب می‌شود» و معمولاً نقشی از زنان «سخت و پیچیده و به‌طور بالقوه نامهربان» را ایفا می‌کند. مارک هریس، روزنامه‌نگار، در نقد خود می‌نویسد او در زمینهٔ «زنان بی‌احساس، بی‌قرار، آشفته، ناخشنود، مبهوت، سخت‌گیر» تخصص دارد و جان هیساک از دیلی تلگراف از او درون‌مایه‌ای از شخصیت‌هایی را که دارای روحیهٔ آزادی هستند و در خودشان جنبهٔ جنسی دارند را تعریف کرده‌است. آنتونی لین از مجلهٔ نیویورکر وینسلت را با سرسختی مرتبط می‌داند و می‌نویسد «مجموعهٔ سخن‌وری و شعلهٔ نگاه او نشان از روحیه‌ای رهایی‌بخش دارد که راه پیش‌رو را می‌داند و مصمم است در این راه قدم بردارد.» ژوزفین لیوینگستون از نیو ریپابلیک، وینسلت را در نقش‌هایی که «هیچ آسیب‌پذیری احساسی واقعانه‌ای ندارد» قانع‌کننده نمی‌داند و معتقد است هنگامی که «فرصتی برای هیستریک‌شدن» پیدا می‌کند، بسیار متقاعدکننده می‌شود.
لئوناردو دی‌کاپریو، هم‌بازی او در تایتانیک و جادهٔ انقلابی، وینسلت را «آماده‌ترین و محقق‌شده‌ترین بازیگر سر صحنه» می‌داند و جود لا، هم‌بازی او در تعطیلات، معتقد است که وینسلت با وجود جدی بودن، «بسیار آرام و خوش‌اخلاق» است. دنی بویل، کارگردان فیلم استیو جابز وینسلت را بازیگری می‌داند که از بازی در نقش‌های شبیه به هم پرهیز می‌کند و می‌گوید او تلاش می‌کند «دیدگاه کارگردانان و تهیه‌کنندگان را نسبت به خود تغییر دهد» تا بتواند به عنوان هنرمند به چالش کشیده شود.
وینسلت می‌گوید علاقه‌مند است که نقش «زنان دارای احساس نگرانی» با تمایلات توانمندانه را بازی کند که معایب و احساس عدم اعتماد به نفس را می‌پوشاند، و با «زنانی که در پی یا در حال گریز از وضعیتی هستند، در جستجوی عشق هستند، در درون عشق مبارزه می‌کنند یا مسائل بزرگ زندگی را زیر سؤال می‌برند» ارتباط برقرار می‌کند. او مجذوب نقش‌هایی است که هم‌زمان با مبارزات شخصی خودش در مقاطع خاصی از زندگی همراه است. وینسلت به سختی خودش را از قالب شخصیتی نقش‌هایش جدا می‌کند. او در این باره می‌گوید «شما باید هر روز با احساسات واقعی خود روبرو شوید. و این موضوع بسیار طاقت‌فرسا است. سپس باید به خانه بروید و شام درست کنید». هرچند او نقش‌آفرینی را روشی درمان‌کننده می‌داند. وینسلت برای تمایل به نقش‌آفرینی سر صحنه‌های برهنه معروف است. او این کار را در دوازده فیلم خود انجام داده‌است؛ هرچند پیش از موافقت برای انجام این کار، سهم خود را نیز در داستان فیلم در نظر می‌گیرد. او معتقد است چنین صحنه‌هایی باعث ایجاد تصویری مثبت از بدن در میان زنان می‌شود.

## زندگی شخصی
ویسنلت در ۱۵ سالگی هنگام فیلم‌برداری فصل تاریک با استیون تردرا، بازیگر و نویسندهٔ انگلیسی که دوازده سال از او بزرگ‌تر بود وارد رابطه شد. وینسلت او را یک شخص تأثیرگذار در زندگی‌اش می‌دانست و با هم در لندن زندگی می‌کردند. آن‌ها در سال ۱۹۹۵ از هم جدا شدند و تردرا دو سال بعد بر اثر تومور استخوان درگذشت. وینسلت برای شرکت در تشییع جنازهٔ او نتوانست در مراسم افتتاحیهٔ تایتانیک حضور داشته باشد. او در سال ۲۰۰۸ گفت که هنوز از مرگش کنار نیامده است.

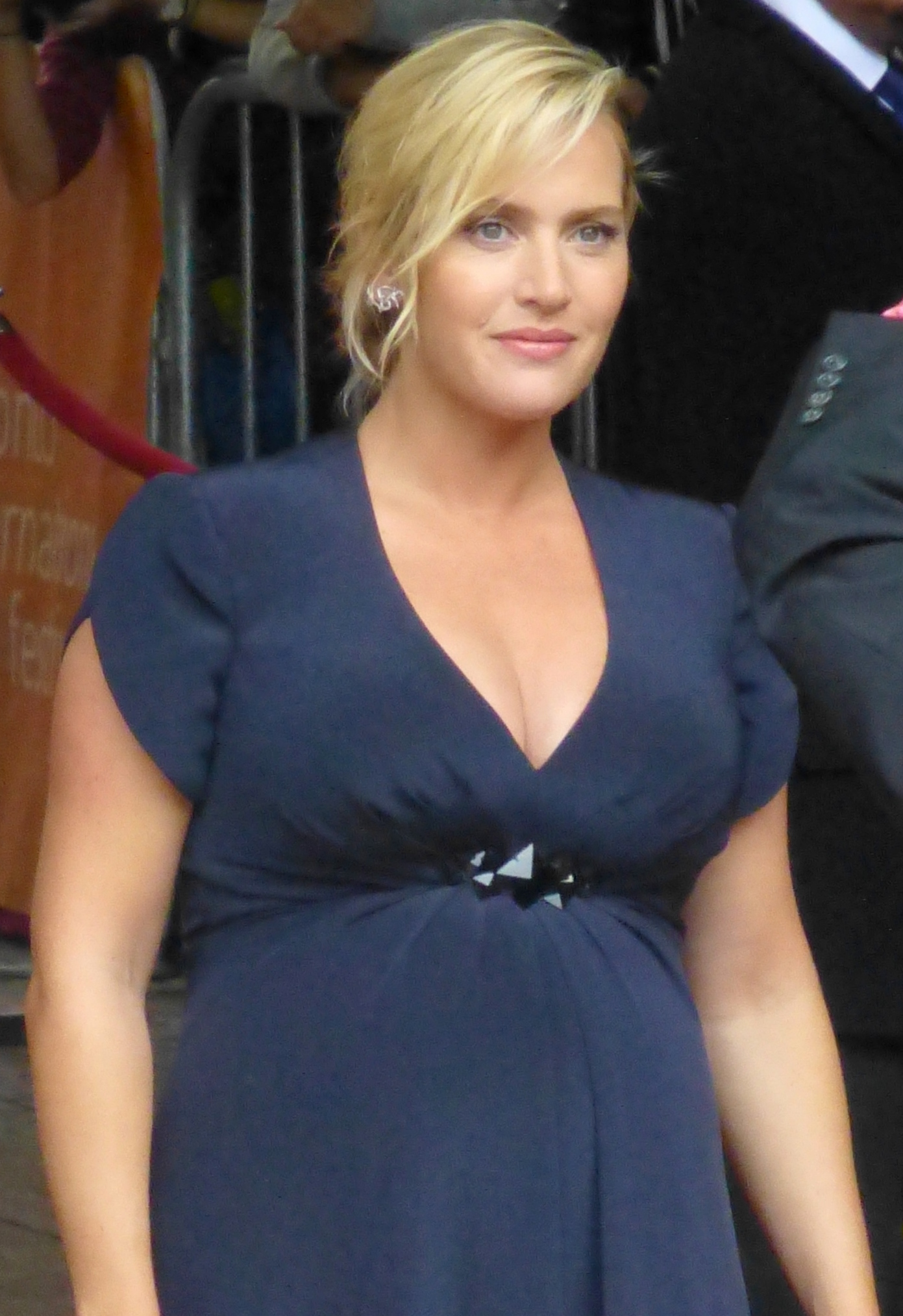
وینسلت حین بارداری سومین فرزندش در سال ۲۰۱۳

یک سال پس از مرگ تردرا، وینسلت سر صحنهٔ مو فرفری زشت با جیم تریپلتون که دستیار کارگردان این فیلم بود آشنا شد. آن‌ها در نوامبر ۱۹۹۸ ازدواج کردند و دخترشان، میا تریپلتون، در سال ۲۰۰۰ به دنیا آمد. وینسلت ازدواجشان را یک «آشفتگی» توصیف کرد و بعداً گفت که در این مدت کنترل غرایز خود را از دست داده‌است. این زوج در سال ۲۰۰۱ طلاق گرفتند.
وینسلت بلافاصله پس از جدایی از تریپلتون، با کارگردان، سم مندس، ملاقات کرد؛ هنگامی که مندس پیشنهاد بازی در نمایشی را به وینسلت داد، او این پیشنهاد را رد کرد اما با او وارد رابطه شد. وینسلت که از نحوهٔ نمایش زندگی شخصی‌اش از سوی تبلویدهای بریتانیایی دلزده شده بود، به نیویورک نقل مکان کرد. او و مندس در مهٔ ۲۰۰۳ در جزیرهٔ آنگویلا ازدواج کردند و پسرش، جو، در همان سال به دنیا آمد. این خانواده در نیویورک و همچنین با سر زدن به املاک خود در کوتسولدز، انگلستان، اوقات خود را سپری می‌کردند. این زوج در میان گمانه‌زنی‌های شدید رسانه‌ها دربارهٔ رابطهٔ مندس با بازیگر، ربکا هال، سرانجام در سال ۲۰۱۰ جدایی خود را اعلام کردند و یک سال بعد طلاق گرفتند. وینسلت گفت که از این جدایی دل‌شکسته شده‌است، اما عزم خود را برای مراقبت از فرزندانش با وجود جدایی‌های زناشویی جزم کرد.
وینسلت در سال ۲۰۱۱ هنگام گذراندن تعطیلات در املاک متعلق به ریچارد برانسون در جزیرهٔ نکر، پس از یک حادثهٔ آتش‌سوزی در آن‌جا با ادوارد آبل اسمیت (که از ۲۰۰۸ تا ۲۰۱۹ به صورت قانونی با نام ند راک‌نرول شناخته می‌شد) ملاقات کرد. این زوج در دسامبر ۲۰۱۲ در نیویورک ازدواج کردند و پسرشان، بیر، سال بعد به دنیا آمد. وینسلت پس از بازگشت به انگلستان، ملکی روستایی در کنار دریا به ارزش ۳٫۲۵ میلیون پوند در وست ویتترینگ، ساسکس خریداری کرد؛ او تا سال ۲۰۱۵ با اسمیت و فرزندانش در آن‌جا زندگی می‌کردند. او در سال ۲۰۱۵ از علاقهٔ زیادش به زندگی در روستا صحبت کرد.
وینسلت می‌گوید علی‌رغم سه ازدواج و ساختار خانوادگی که ممکن است از نظر برخی «غیر متعارف» تصور شود، خود او این امر را «کمتر از یک خانواده» نمی‌داند. او پروژه‌هایی که باعث می‌شود برای مدت طولانی در کنار فرزندانش نباشد را رد می‌کند و دوست دارد که مراحل فیلم‌برداری پروژه‌هایش را در طول تعطیلات مدرسه برنامه‌ریزی کند. او در مورد شیوه فرزندپروری خود گفته که از بسته‌بندی تغذیه و بردن فرزندانش به مدرسه لذت می‌برد.

## سایر فعالیت‌ها
وینسلت در کنار کمک‌های مالی و به حراج گذاشتن اقلام خود، از چندین مؤسسهٔ خیریه نیز حمایت و پشتیبانی می‌کند. او در سال ۲۰۰۶ حامی مؤسسهٔ خیریهٔ مستقر در گلاستر به نام ایمن‌گاه خانواده شد. این مؤسسه به خانواده‌های آسیب‌پذیر و ناتوان خدمات مشاوره‌ای ارائه می‌دهد. در همان سال، پاکت‌های دست‌ساز طراحی‌شده توسط وینسلت برای کمپین «فشاردادن پاکت» که توسط مؤسسه ملی سوادآموزی ایجاد شده بود، به حراج گذاشته شد. وینسلت یکی از سلبریتی‌هایی بود که در حراج سال ۲۰۰۷ برای جمع‌آوری کمک‌های مالی به سازمان امداد افغانستان شرکت کرد. او در سال ۲۰۰۹ به باترفلای بوک، مجموعه‌ای از طرح‌های ساختهٔ چندین سلبریتی برای جمع‌آوری هزینهٔ تحقیقات در زمینهٔ سرطان خون، کمک کرد. همچنین در سال ۲۰۰۹، وینسلت به همراه لئوناردو دی‌کاپریو، جیمز کامرون و سلین دیون به میلوینا دین، آخرین بازمانده از غرق شدن کشتی تایتانیک، ۳۰۰۰۰ دلار کمک مالی کردند.
وینسلت در سال ۲۰۰۹ نسخهٔ انگلیسی مستندی ایسلندی با عنوان شجاعت مادری: گستاخی صحبت‌کردن با اوتیسم را گویندگی کرد. این مستند دربارهٔ مادری به نام مارگرت اریکسدوتیر است که فرزندش، کلی تورستاینسون، به اوتیسم غیر کلامی مبتلا است. او در سال ۲۰۱۰ با الهام از این داستان با اریکسدوتیر همکاری کرد و سازمانی غیردولتی به نام بنیاد کلاه زرین تشکیل داد. هدف این سازمان ایجاد آگاهی دربارهٔ اوتیسم است و نام آن برگرفته از شعری نوشتهٔ تورستاینسون است. وینسلت برای افزایش بودجه و آگاهی به این بنیاد، به عنوان سفیر برند، با شرکت‌های لانکوم و لونژین همکاری کرد. او در سال ۲۰۱۱ یک مجموعهٔ آرایشی برای شرکت لانکوم ساخت و در سال ۲۰۱۷ یک ساعت جدید برای شرکت لونژین طراحی کرد. وینسلت در سال ۲۰۱۲ کتابی دربارهٔ اوتیسم با عنوان کلاه زرین: گستاخی صحبت‌کردن با اوتیسم نوشت که از طریق سایمون اند شوستر منتشر شد. این کتاب شامل مکاتبات میان وینسلت و اریکسدوتیر، اظهارات شخصی سلبریتی‌های مختلف و با مشارکت تورستاینسون است. منتقدی از پابلیشرز ویکلی این کتاب را به دلیل «گرمی و صمیمیت» آن تحسین کرد. سازمان ملل متحد در سال ۲۰۱۲ این کتاب را در مراسمی در روز آگاهی جهانی اوتیسم معرفی کرد. وینسلت برای فعالیت با بنیاد کلاه زرین، جایزهٔ یو دونا اسپانیا را برای بهترین کار بشردوستانه دریافت کرد.
وینسلت در سال ۲۰۱۰ ویدئویی را برای بنیاد مردمی رعایت اصول اخلاقی در برابر جانوران روایت کرد که ظلم به حیوانات را در تولید جگر چرب نشان می‌داد. او سرآشپزها را تشویق کرد تا این محصول را از منوی خود حذف کنند و از مصرف‌کنندگان خواست که آن را تحریم کنند. وینسلت در سال ۲۰۱۵ از کمپین بزرگ‌ترین درس جهان یونیسف حمایت کرد؛ این کمپین باعث آگاهی کودکان در مورد توسعهٔ پایدار و شهروندی جهانی می‌شود. وینسلت در دوران کودکی به دلیل وزنش مورد تمسخر قرار می‌گرفت و در مقابل بدنامی و زورگویی موضع می‌گرفت. او یک فیلم کوتاه استرالیایی به نام دیزی چین (۲۰۱۵) را گویندگی کرد که دربارهٔ قربانیان آزار سایبری است. وینسلت در سال ۲۰۱۷ با بنیاد زیست‌محیطی لئوناردو دی‌کاپریو برای جمع‌آوری کمک‌های مالی مربوط به گرمایش جهانی همکاری کرد. او و دی‌کاپریو در آن سال شام خصوصی خودشان را برای جمع‌آوری پول درمان سرطان زنی انگلیسی به حراج گذاشتند. وینسلت در سال ۲۰۱۸ با برند لانکوم و مؤسسه ملی سوادآموزی همکاری کرد تا برنامه‌ای را اجرا کند که هدف آن آموزش به زنان محروم بریتانیا است. در سال ۲۰۲۱ او در مورد همجنس‌گراهراسی در هالیوود صحبت کرد و گفت بازیگرانی را می‌شناسد که از «علنی شدن گرایش جنسی خود هراس دارند، چرا که فکر می‌کنند چنین امری مانع از ایفای نقش افراد دگرجنسگرا خواهد شد.»

## چهرهٔ عمومی
سالی هولمز در مقاله‌ای برای مجلهٔ ال در سال ۲۰۱۵، توانایی وینسلت در ایجاد ارتباط با شیوه خودش را شرح داد. جو الیسون از مجلهٔ وگ می‌نویسد او «حالت و روحیهٔ توانا و تقریباً ویژه‌ای» دارد. کیرا کاکرین از گاردین او را «ماهر در سخن‌گفتن، کارآزموده، و دارای عظمت خاصی» می‌داند. کریستا اسمیت از ونتی فر که وینسلت را رک گو توصیف می‌کند، معتقد است که او با وجود ستاره بودن، هیچ تظاهری از خود ندارد.

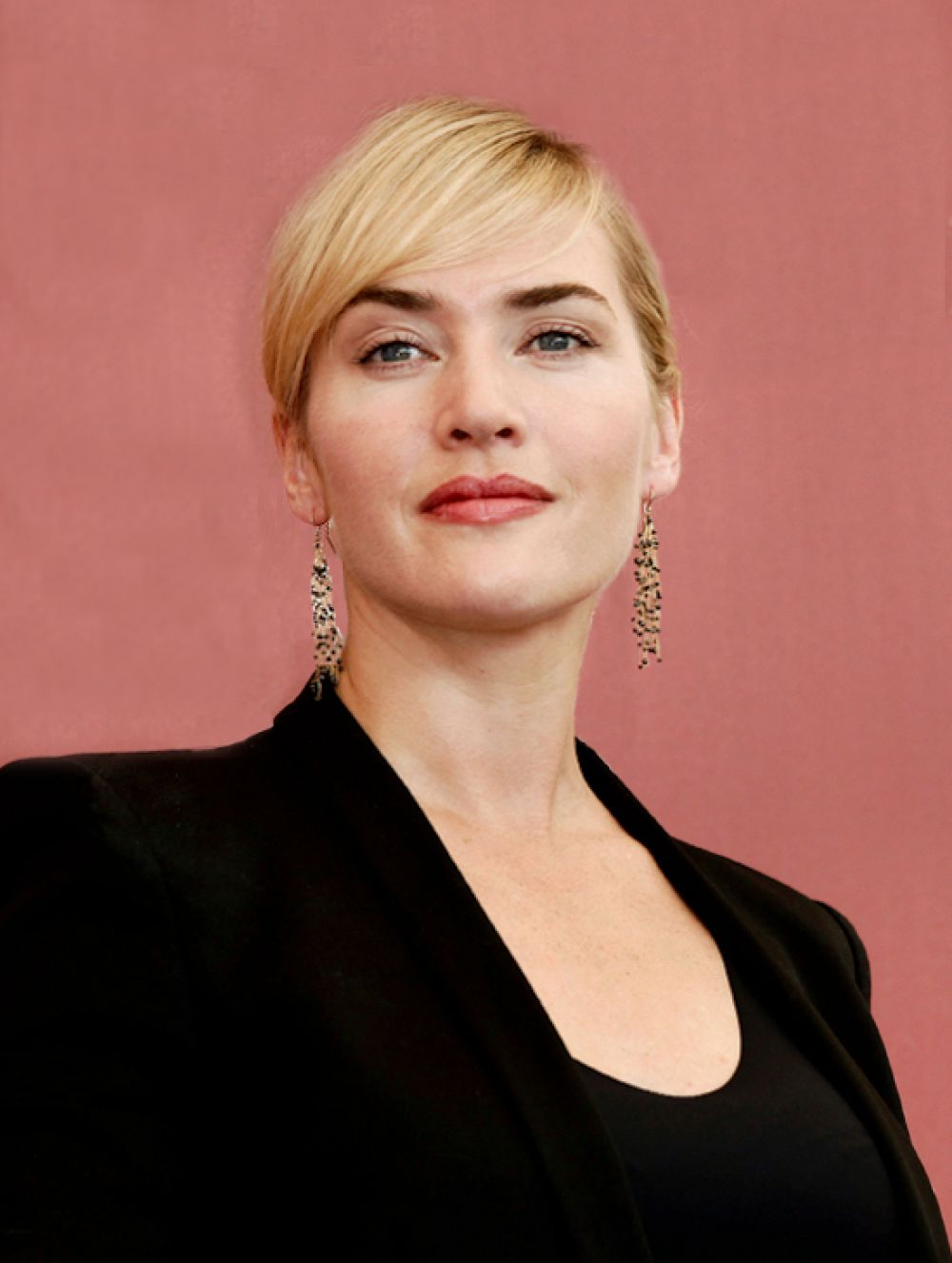
وینسلت در جشنواره فیلم ونیز ۲۰۱۱

تغییرات وزنی وینسلت در طول سال‌ها مورد مستند و پوشش از سوی رسانه‌ها بوده‌است. او صراحتاً در امتناع از اجازه دادن هالیوود برای دیکته کردن وزنش صحبت کرده‌است. در سال ۲۰۰۳، نسخهٔ بریتانیایی مجلهٔ جی‌کیو عکس‌هایی از وینسلت منتشر کرد که به صورت دیجیتالی تغییر کرده بود تا قد بلندتر و لاغرتر به نظر برسد. او گفت این تغییرات بدون رضایت خودش انجام شده‌است، و جی‌کیو متعاقباً از وینسلت عذرخواهی کرد. در سال ۲۰۰۷، وینسلت در پروندهٔ دادگاه افترا علیه مجلهٔ گرازیا که ادعا کرده بود وینسلت به متخصص تغذیه مراجعه می‌کند، پیروز شد. او ۱۰ هزار پوند خسارت دریافت کرد و مبلغ آن را به یک مؤسسهٔ خیریه در زمینهٔ اختلالات تغذیه اهدا کرد. وینسلت در پرونده‌ای دیگر در سال ۲۰۰۹ علیه تبلوید انگلیسی دیلی میل که ادعا کرد بود او در مورد رژیم ورزشی خود دروغ می‌گوید، پیروز شد. این مجله بابت کارش عذرخواهی کرد و ۲۵٬۰۰۰ پوند به وینسلت پرداخت کرد.
در سال ۲۰۰۵، نام وینسلت در فهرست «زیباترین افراد» از مجلهٔ پیپل قرار گرفت. زیبایی و جذابیت جنسی او از سوی چندین نشریهٔ دیگر از جمله مجلات هارپرز بازار، هو و امپایر مورد توجه قرار گرفته‌است. وینسلت می‌گوید از ایده‌آل زیبایی در هالیوود راضی نیست و با افتخار از موقعیت سلبریتی‌بودن خود برای توانمندسازی زنان برای پذیرش ظاهر خود استفاده می‌کند. او در مورد خودداری به استفاده از بوتاکس و جراحی پلاستیک صحبت کرده‌است. وینسلت در کنار دیگر بازیگران، اما تامپسون و ریچل وایس در تلاش برای تشویق پیری طبیعی، لیگ تشریحی ضد آرایش‌کردن در بریتانیا را تشکیل داد. او به مجلات و برندها دستور می‌دهد چین و چروک‌هایش را به صورت دیجیتالی در عکس‌ها صاف نکنند. وینسلت مایل نیست در مورد عدم توازن درآمدی بین جنسیت‌ها در صنعت فیلم بحث کند، زیرا دوست ندارد در مورد دستمزدش به‌طور عمومی صحبت داشته باشد. او از سفر تفریحی شلوغ و پر نقش و نگار و رویدادهای فرش قرمز بی‌زار است و آن‌ها را هدر دادن پول می‌داند.
در سال ۲۰۰۹، فوربز دستمزد سالیانهٔ وینسلت را ۲ میلیون دلار گزارش کرد که بیشتر آن ناشی از قراردادهای اعلام تأییدی او بود. در همان سال، شورای فیلم بریتانیا محاسبه کرد که او از سال ۱۹۹۵ از نقش‌های بازیگری خود ۲۰ میلیون پوند دستمزد کسب کرده‌است. مجلهٔ تایم در سال‌های ۲۰۰۹ و ۲۰۲۱ از وینسلت به عنوان یکی از ۱۰۰ فرد تأثیرگذار در جهان یاد کرده‌است. در سال ۲۰۱۱، موزهٔ مادام توسو لندن از مجسمهٔ مومی وینسلت رونمایی کرد. وینسلت یک سال بعد جایزهٔ سزار افتخاری را دریافت کرد و در سال ۲۰۱۴، ستاره‌ای با نامش در پیاده‌روی مشاهیر هالیوود نصب شد. وینسلت در سال ۲۰۱۲ به پاس خدماتش در صنعت نمایش، به مقام فرماندهٔ والای امپراتوری بریتانیا (CBE) منصوب شد.

## کارنامهٔ هنری و جوایز
وینسلت از سال ۱۹۹۴ در سینما پرکار بوده‌است. بنا به گزارش پورتال آنلاین باکس آفیس موجو و بازبینی منتقدان وبگاه راتن تومیتوز، موفق‌ترین فیلم‌های وینسلت از نظر فروش و نقدهای منتقدان، عبارتند از: موجودات آسمانی (۱۹۹۴)، عقل و احساس (۱۹۹۵)، هملت (۱۹۹۶)، تایتانیک (۱۹۹۷)، درخشش ابدی یک ذهن پاک (۲۰۰۴)، در جستجوی ناکجاآباد (۲۰۰۴)، تعطیلات (۲۰۰۶)، شیوع (۲۰۱۱)، سنت‌شکن (۲۰۱۴)، سنت‌شکن: شورشی (۲۰۱۵)، استیو جابز (۲۰۱۵) و آواتار: راه آب (۲۰۲۲) هستند. پروژه‌های تلویزیونی او شامل مینی‌سریال‌های میلدرد پیرس (۲۰۱۱)، میر اهل ایست‌تاون (۲۰۲۱) و رژیم (۲۰۲۴) می‌شوند.
آکادمی علوم و هنرهای سینما وینسلت را برای نقش‌آفرینی در آثار زیر به رسمیت می‌شناسد:
- ۶۸مین جوایز اسکار: بهترین بازیگر نقش مکمل زن، نامزدی برای عقل و احساس (۱۹۹۵)
- ۷۰مین جوایز اسکار: بهترین بازیگر نقش اول زن، نامزدی برای تایتانیک (۱۹۹۷)
- ۷۴مین جوایز اسکار: بهترین بازیگر نقش مکمل زن، نامزدی برای آیریس (۲۰۰۱)
- ۷۷مین جوایز اسکار: بهترین بازیگر زن، نامزدی برای درخشش ابدی یک ذهن پاک (۲۰۰۴)
- ۷۹مین جوایز اسکار: بهترین بازیگر زن، نامزدی برای بچه‌های کوچک (۲۰۰۶)
- ۸۱مین جوایز اسکار: بهترین بازیگر زن، پیروزی برای کتاب‌خوان (۲۰۰۸)
- ۸۸مین جوایز اسکار: بهترین بازیگر نقش مکمل زن، نامزدی برای استیو جابز (۲۰۱۵)

وینسلت سه جایزهٔ بفتا برنده شده‌است: بهترین بازیگر نقش اول زن برای کتاب‌خوان (۲۰۰۸) و بهترین بازیگر نقش مکمل زن برای عقل و احساس (۱۹۹۵) و استیو جابز (۲۰۱۶). او برای میلدرد پیرس (۲۰۱۱) و میر اهل ایست‌تاون (۲۰۲۱) برندهٔ جایزهٔ امی ساعات پربیننده بهترین بازیگر زن در مینی‌سریال شده‌است. همچنین برای روایت کتاب صوتی به قصه‌گو گوش کن (۱۹۹۹) جایزهٔ گرمی بهترین آلبوم شنیداری کودکان را کسب کرد. وینسلت دریافت‌کنندهٔ پنج جایزهٔ گلدن گلوب از طریق انجمن مطبوعات خارجی هالیوود است: او جایزهٔ بهترین بازیگر نقش مکمل زن برای کتاب‌خوان و استیو جابز، بهترین بازیگر نقش اول زن برای جادهٔ انقلابی و بهترین بازیگر نقش اول زن در مینی‌سریال برای میلدرد پیرس و میر اهل ایست‌تاون را برنده شده‌است. او یکی از اندک بازیگران زن در تاریخ است که توانسته‌اند سه جایزه از چهار جایزهٔ مهم آمریکا در زمینهٔ سرگرمی (امی، گرمی، اسکار و تونی) را کسب کنند.